# United States Marine Corps
Das United States Marine Corps (USMC; deutsch Marinekorps der Vereinigten Staaten), oft als Marines oder US-Marines bezeichnet, ist eine Teilstreitkraft der Streitkräfte der Vereinigten Staaten und einer der Dienste der Uniformed Services of the United States. Obwohl es im Kern als Marineinfanterie aufgestellt ist und dem Department of the Navy untersteht, verfügt es über einige der Waffengattungen (Artillerie, Aufklärer usw.) sowie eigene Fliegerkräfte. Im September 2020 gehörten ihm 180.958 aktive Soldaten, 35.501 Reservisten und 18.981 Zivilisten an.
Das USMC ist als militärische „Speerspitze“ insbesondere für schnelle Einsätze in Übersee und amphibische Kriegsführung vorgesehen, weshalb es sich selbst als Eliteeinheit versteht. Dies drückt sich auch in der besonders harten Ausbildung und einem starken Korpsgeist aus. Darüber hinaus versehen Marines auf den Schiffen der U.S. Navy Wachdienst und werden in sensiblen landeseigenen Einrichtungen im In- und Ausland (wie Botschaften) als Sicherheitspersonal eingesetzt.

## Geschichte

### Aufstellung

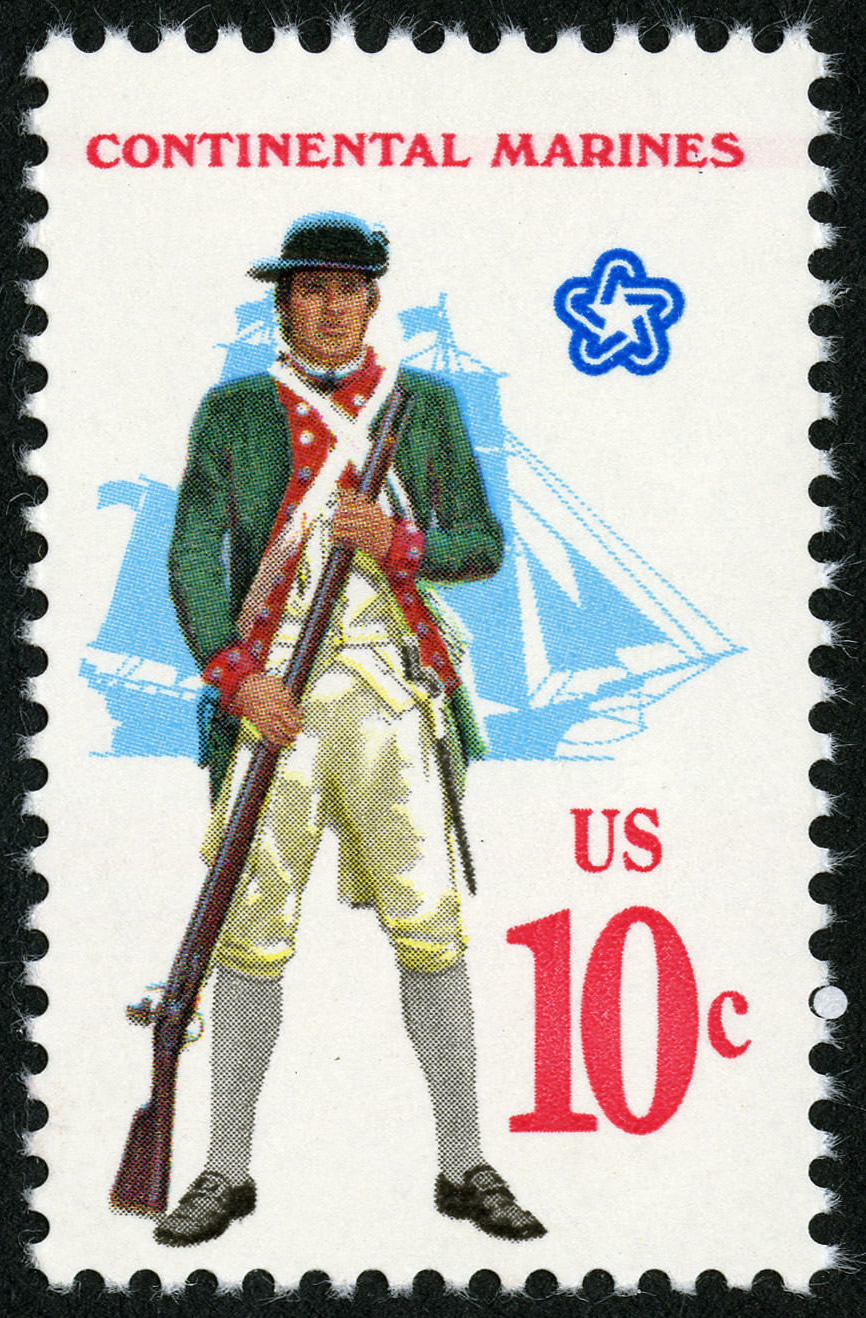
Uniform der Continental Marines auf einer US-Briefmarke von 1975

Auf Beschluss des Kontinentalkongresses vom 10. November 1775 wurden kurz vor Ausbruch des Amerikanischen Unabhängigkeitskrieges zwei Bataillone Continental Marines aufgestellt. Die ersten Rekruten wurden im Gasthaus Tun Tavern in Philadelphia angeworben. Die Continental Marines dienten nicht ausschließlich als Landungstruppen der erst kurz zuvor geschaffenen Continental Navy, sondern taten sich zunehmend durch eine Vielzahl von Einsätzen hervor, beispielsweise durch einen Überraschungsangriff auf die Bahamas im März 1776. Darüber hinaus führten sie vereinzelt eigenständige, vom Land ausgehende Infanterieoperationen aus. Die Continental Marines wurden noch vor Abschluss des Friedensvertrags von Paris im April des Jahres 1783 zusammen mit der Kontinentalmarine aufgelöst, am 11. Juli 1798 jedoch neu aufgestellt. Trotz dieser Periode der Nichtexistenz feiern die Marines den Geburtstag des Corps jährlich am 10. November, um eine Kontinuität herzustellen.

### Amerikanisch-Tripolitanischer Krieg 1801–1805

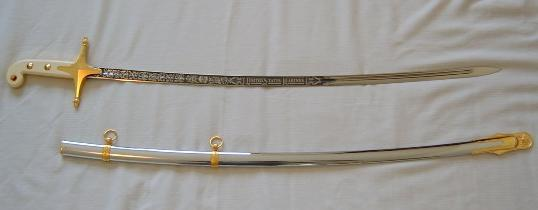
Mamelukensäbel

Das USMC hat weltweite Bekanntheit in mehreren Kriegen erlangt, wie auch an der ersten Zeile in der Hymne des Marine Corps zu erkennen ist: From the halls of Montezuma to the shores of Tripoli („Von den Hallen Montezumas bis zu den Küsten Tripolis“). Im frühen 19. Jahrhundert führte First Lieutenant Presley O’Bannon während des Amerikanisch-Tripolitanischen Krieges eine Gruppe von sieben Marines und mehreren hundert berittenen ägyptischen Mamlukenkriegern an, um sich des Machthabers Jussef Karamanli in Tripolis zu entledigen. Zur gleichen Zeit sollte ein Spezialkommando die vor Tripolis aufgelaufene US-Fregatte Philadelphia, die nun in den Händen von Karamanli war, zerstören. O’Bannons symbolischer, aber sehr zentraler Beitrag hat maßgeblich zum elitären Ethos des USMC beigetragen. Beeindruckt vom Mut O’Bannons im Kampf, schenkte ihm der Kopf der muslimischen Gefolgschaft, Hamet Karamanli, sein Mamelukenschwert. Seit 1825 erhält jeder Offizier des USMC solch ein Paradeschwert mit seinem Offizierspatent.

### Britisch-Amerikanischer Krieg
1814 wurde ein zahlenmäßig überlegener Verband aus Marines und Miliz in der Schlacht bei Bladensburg von britischen Streitkräften zerstreut, die sich anschließend mehrere Tage Zeit nehmen konnten, die öffentlichen Gebäude in der Hauptstadt Washington niederzubrennen (darunter auch das Weiße Haus).

### Mexikanisch-Amerikanischer Krieg

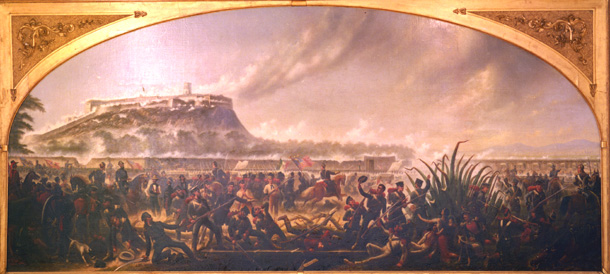
Die Erstürmung Chapultepecs

Die Marines nahmen am Mexikanischen Krieg von 1846 bis 1848 teil, in dem sie sowohl an der Atlantik- als auch an der Pazifikküste Mexikos anlandeten. Darüber hinaus stürmte ein Bataillon der Marines das Castillo de Chapultepec, das Mexiko-Stadt überragte, nachdem sich die Marines den Truppen des Heeresoffiziers Winfield Scott angeschlossen hatten. Ähnlich wie beim Weißen Haus wurde ihnen der Wachdienst über den mexikanischen Präsidentenpalast zugeteilt, den die Hymne der Marines als „Hallen Montezumas“ (The Halls of Montezuma) bezeichnet.

### Sezessionskrieg

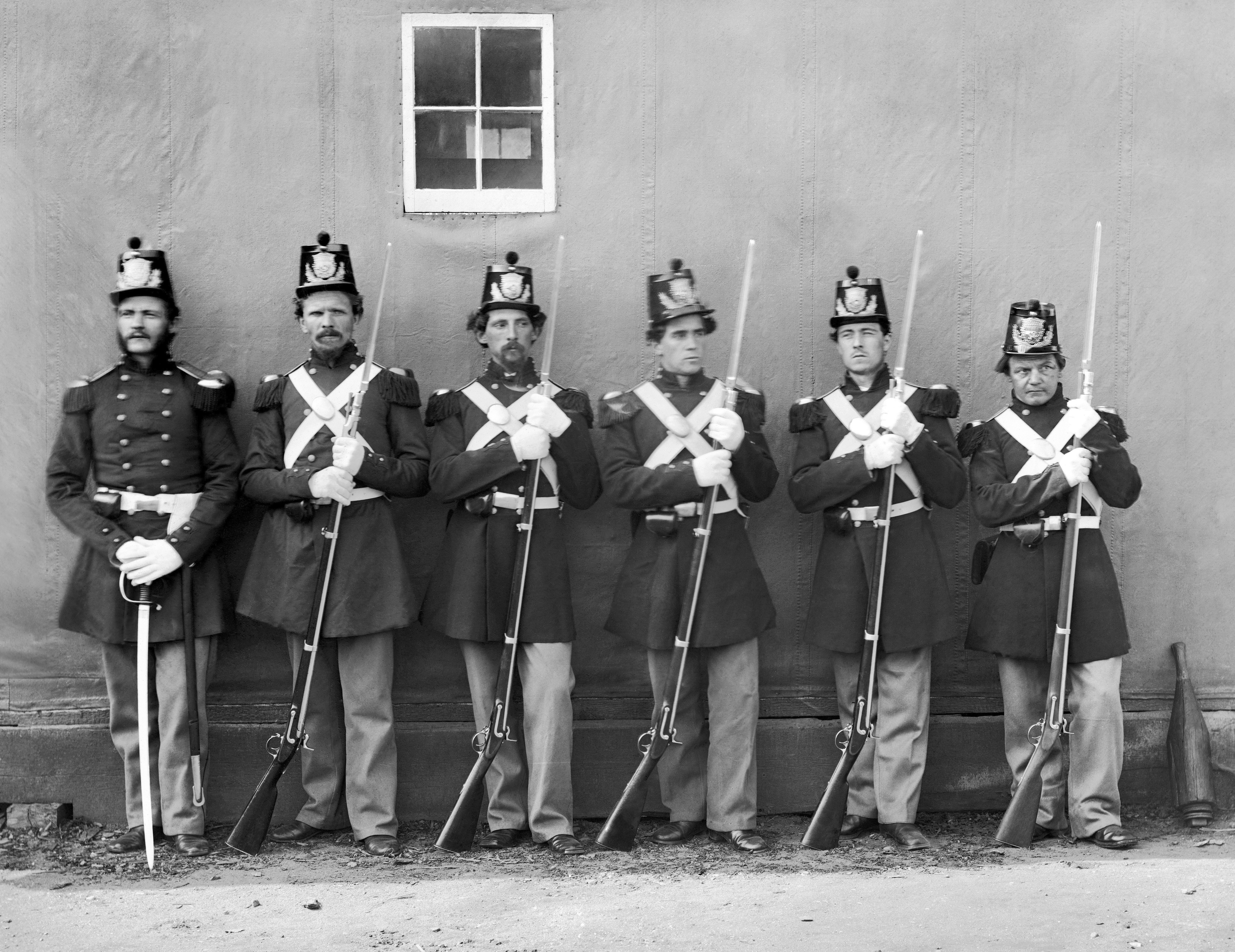
Fünf Marines mit aufgepflanzten Bajonetten unter Führung eines Unteroffiziers (ganz links mit Säbel) während des Sezessionskrieges auf einem Stützpunkt in Washington, D.C. (1864)

Zu Beginn des Amerikanischen Bürgerkriegs dienten im Marine Corps unter Berücksichtigung aller Dienstgrade weniger als 1900 Marines. Am 16. März 1861 gründete der Kongress der Konföderierten Staaten das Gegenstück zu den U.S. Marines, das Confederate States Marine Corps. Als Folge desertierten aus dem USMC 16 Offiziere und etwa 100 weitere Soldaten, die zum Süden überliefen. Bei den Nordstaaten bewirkte das Überlaufen dieser Militärs jedoch einen strategischen Aderlass, da sich einige der besten Marines darunter befanden. Darüber hinaus brach ein offener Konflikt zwischen den Flagg- und den Stabsoffizieren des USMC aus. Letztgenannte betrachteten sich eher als Verwalter und nicht als Anführer des Krieges, während sich die Admiralität durch Ämterpatronage wieder auf Sollstärke zu bringen versuchte. Als Auswirkung dieser Geschehnisse nahmen an der ersten Schlacht am Bull Run nur 13 Offiziere und mehrheitlich aus Rekruten bestehende 336 weitere Marines teil, was zur Folge hatte, dass diese die von ihnen erwartete Leistung nicht erbringen konnten und dazu noch vom Schlachtfeld flohen, wie der Rest der Unionstruppen. Bei einem weiteren Einsatz, der Landung bei Fort Fisher, verhinderte nur das Eingreifen der Landstreitkräfte eine Niederlage der Marines. Die Personalstärke des Heeres von knapp 500.000 marginalisierte die Marines zusätzlich, sodass ihre Hauptaufgabe die Bewachung von Stützpunkten blieb.

### Die Zeit bis zur Jahrhundertwende: Aufstände und „Bananenkriege“

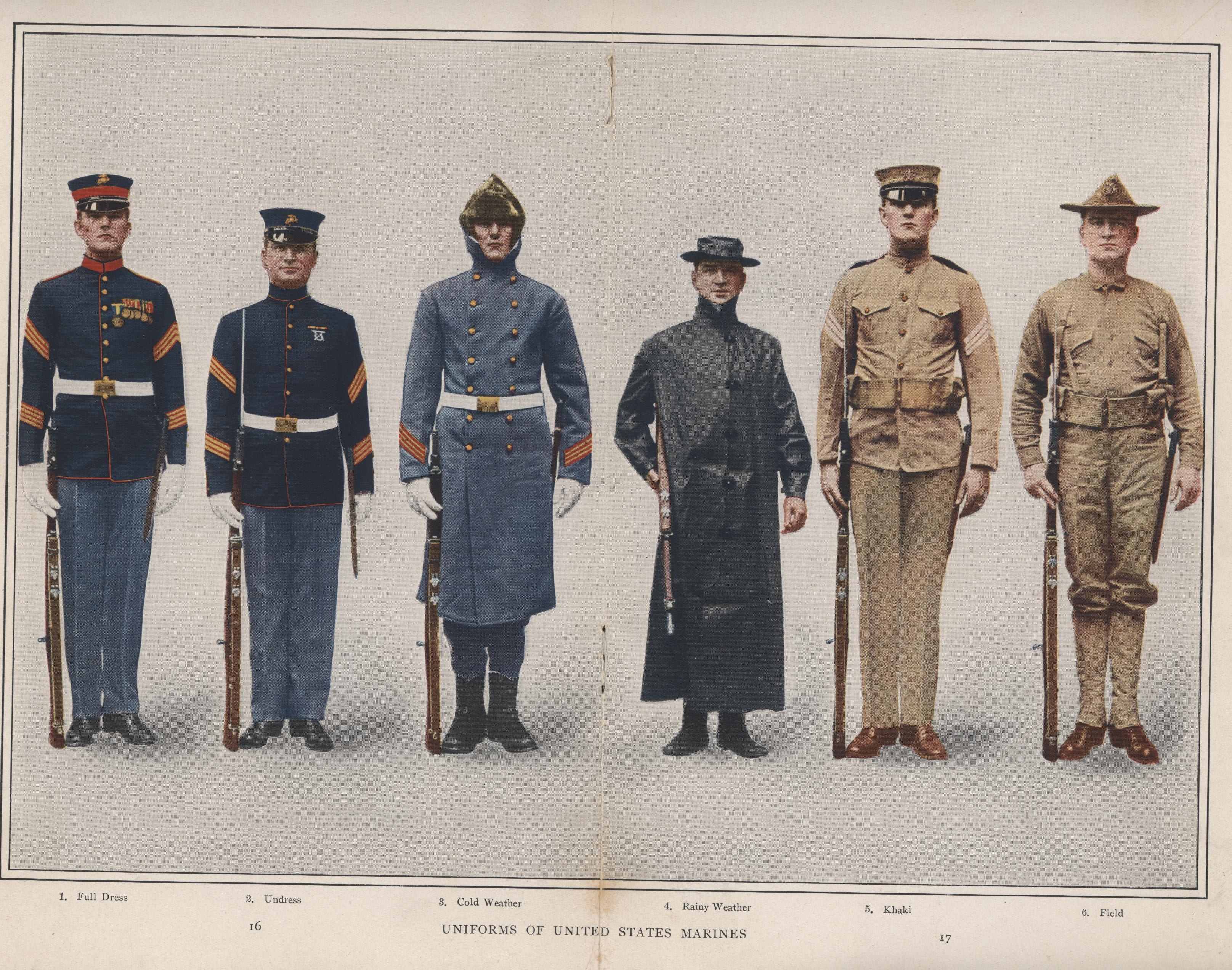
Marine Corps Uniformen (1912)

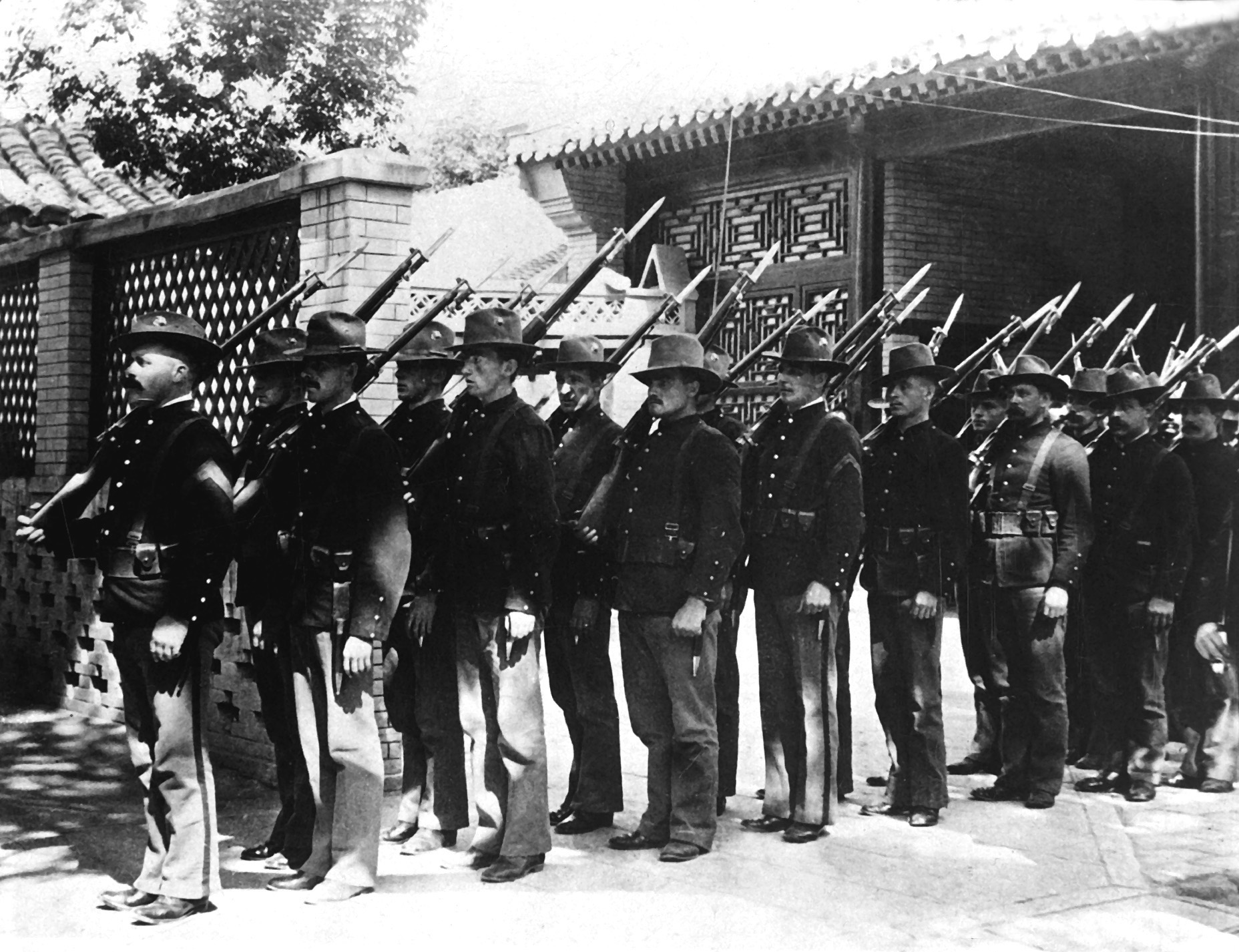
Während des Boxeraufstandes in Peking bereitet sich eine Gruppe von Marines auf den Abmarsch zu einem Einsatz vor (1900)

U.S. Marines und bewaffnete Sicherheitsleute auf Banditensuche. Haiti (ca. 1919)

Marines landen unter Feuer am Strand von Santo Domingo (ca. 1916)

In den verbleibenden Jahrzehnten des 19. Jahrhunderts sank die Stärke und Bedeutung des Marine Corps innerhalb des Militärs. Als die U.S. Navy zunehmend von Segelschiffen auf Dampfschiffe überging, wurde der Zweck von Marineinfanteristen auf Kriegsschiffen infrage gestellt. Bald jedoch entwickelten sich die Marines zu einem zweckmäßigen Mittel der Politik. Sie kamen in sogenannten „kleinen Kriegen“ (engl.: small wars) sowie zum Schutz der eigenen Staatsbürger und Investitionen in fremden Ländern zum Einsatz, etwa in Formosa (1867) und Korea (1871).
Insgesamt gab es in der Zeitspanne zwischen dem Ende des Bürgerkrieges und dem Ende des 19. Jahrhunderts – der Blütezeit des Imperialismus – für die Marines 28 weitere Einsätze in Ländern wie China, Japan, Nicaragua, Uruguay, Mexiko, Panama, Ägypten, Haiti, Samoa, Argentinien, Chile und Kolumbien. Des Weiteren wurden sie in dieser Epoche auf dem Territorium der USA bei politischen Unruhen und Arbeitskämpfen eingesetzt.
Im Spanisch-Amerikanischen Krieg führte das Marine Corps Landungsoperationen auf Kuba, Puerto Rico, Guam und den Philippinen durch, und zwischen 1899 und 1902 waren sie an der Niederschlagung der philippinischen Unabhängigkeitsbewegung sowie des Boxeraufstands im Jahre 1900 beteiligt.
In der Zeit vor und auch nach dem Ersten Weltkrieg wuchs ihre internationale Bekanntheit in den Bananenkriegen in Haiti, Mexiko, Panama, Nicaragua und der Dominikanischen Republik, wo das Korps gegen Gegner der Besatzungsherrschaft wie Augusto César Sandino oder Charlemagne Péralte eingesetzt wurde. Zur Unterstützung der Besatzungsherrschaft wurden als De-facto-Kolonialpolizeien einheimische Truppen aufgestellt wie die Guardia Nacional de Nicaragua oder die Gendarmerie d’Haïti, die auch analog zum Marine Corps uniformiert und durch Marines ausgebildet wurden. So war Major Smedley D. Butler während seiner Dienstzeit in Haiti gleichzeitig Generalmajor der Gendarmerie. Mit diesen Militärinterventionen setzten die USA die Monroe-Doktrin durch. Die in den Interventionskriegen auf dem Gebiet des Guerillakriegs und der Infiltration erworbenen Kenntnisse wurden im wegweisenden Small Wars Manual verschriftlicht.

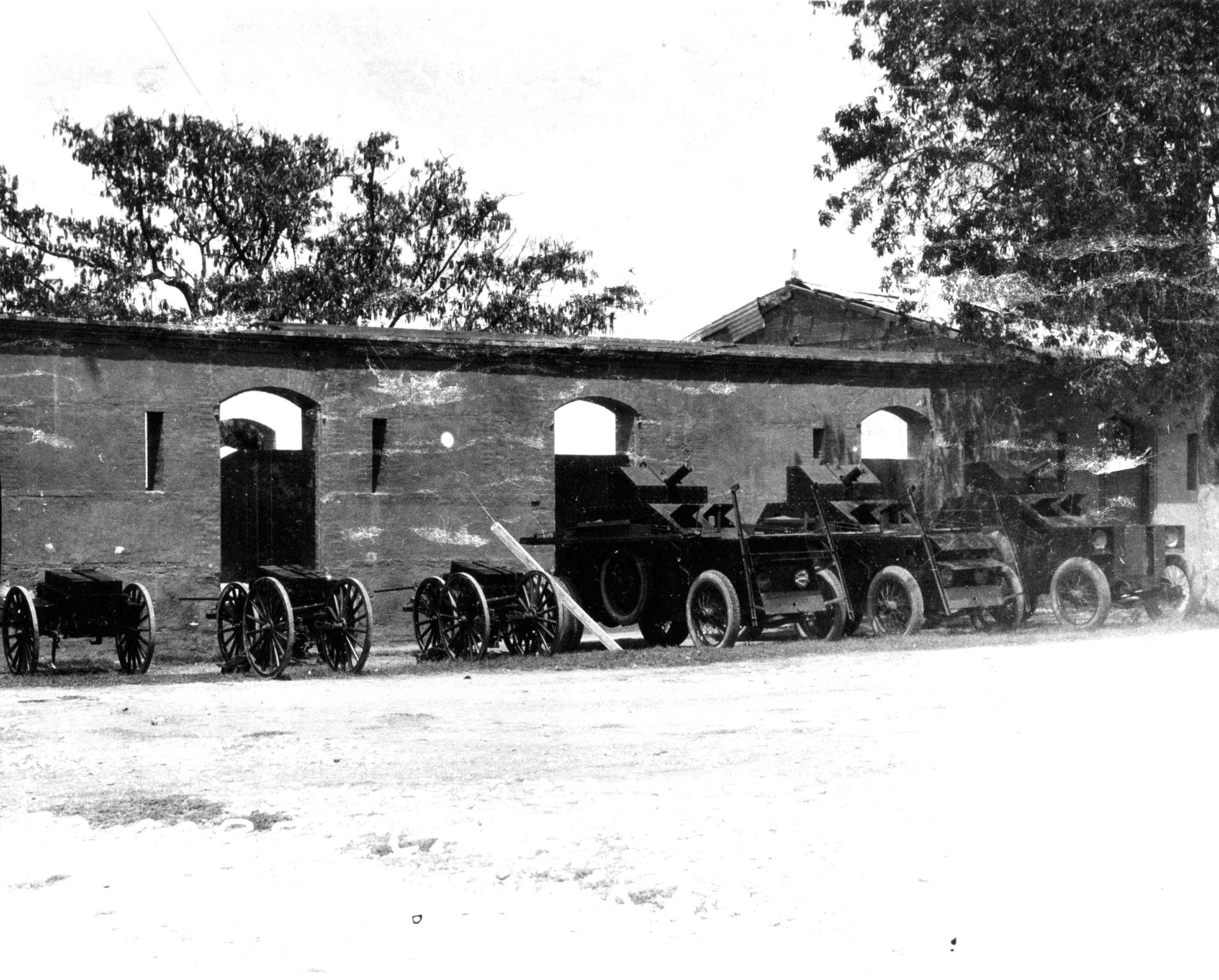
King Armored Cars in Haiti

Als erste militärische Institution der USA erhielt das Korps 1915 Panzerwagen vom Typ King (King Armored Car). Aus ihnen wurde die 1st Armored Car Squadron des Korps gebildet, das kurz darauf in Haiti eingesetzt wurde.

### Erster Weltkrieg

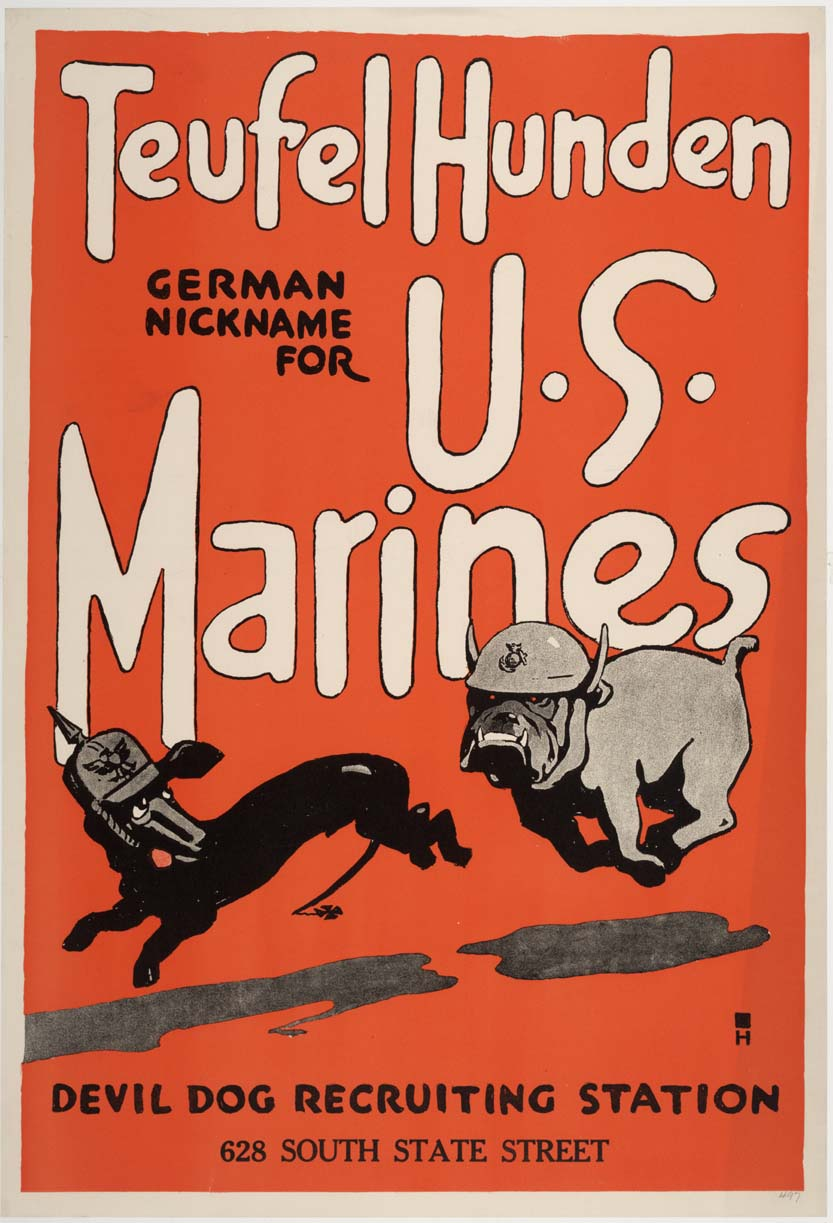
U.S. Marine Corps Rekrutierungsplakat (1918)

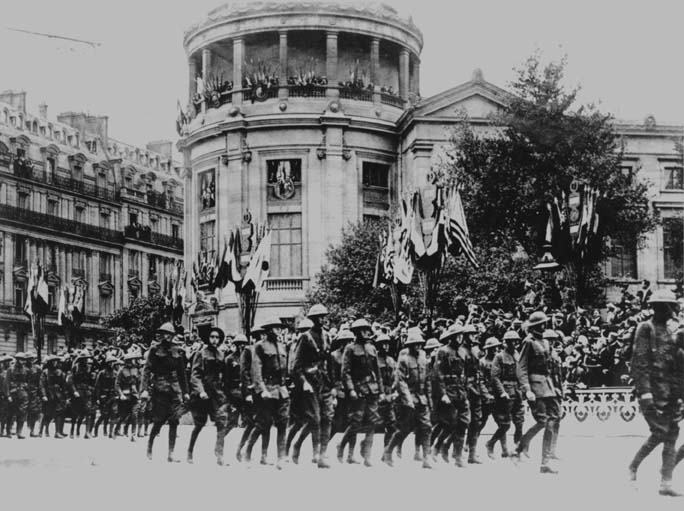
Marines während einer Siegesparade der AEF in Frankreich (1918)

Im Ersten Weltkrieg waren die Marines, die seinerzeit im Grunde weit mehr Einsatzerfahrung aufwiesen als die US Army, eine wichtige Stütze der amerikanischen Kriegsanstrengungen. Im Unterschied zur Army konnten die Marines bei Kriegseintritt der USA bereits auf eine große Zahl von Offizieren und Unteroffizieren zurückgreifen. Aus diesem Grunde war der Anteil unerfahrener bzw. unausgebildeter Soldaten relativ gering. Im Rahmen der American Expeditionary Forces (AEF) nahmen die Marines als Teil der 2nd Infantry Division der Army im Juli 1918 an der Schlacht im Wald von Belleau teil, ihrem bis dahin bedeutendsten Kampfeinsatz. Dort zeichneten sie sich durch besondere Zähigkeit aus. Dies brachte ihnen den Spitznamen „First to fight!“ (Erste im Kampf) ein. Laut amerikanischer Kriegsberichtserstattung sollen die deutschen Soldaten die Marines nach der endgültigen Zurückdrängung der deutschen Kräfte aus dem Gebiet „Teufel Hunden“ genannt haben; die Übersetzung Devil Dogs behielten die US-Marines stolz bei. Da die Bezeichnung in keiner deutschen Quelle nachweisbar und auch widersprüchlich überliefert ist (in korrektem Deutsch hieße sie „Teufelshunde“), muss jedoch die Frage offenbleiben, wer sie tatsächlich ersann.

### Zweiter Weltkrieg

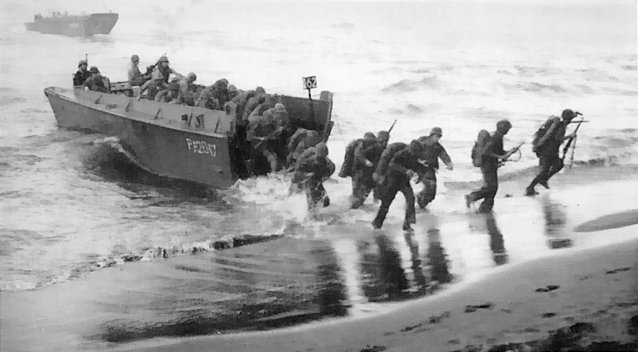
Marines der 3rd Marine Division gehen auf Bougainville an Land (1943)

Im Zweiten Weltkrieg spielte das USMC eine große Rolle im Pazifikkrieg, was seine Aufstockung von zwei Brigaden auf zwei Korps mit insgesamt sechs Divisionen sowie der Marineflieger auf fünf Luftverbände mit 132 Staffeln erforderlich machte.
1942/45 forderten die Kämpfe um Wake Island, Guadalcanal, Tarawa, Peleliu, Iwo Jima und Okinawa hohe Verluste. Der zur Wahrung des Funkgeheimnisses innerhalb des Marine Corps entwickelte Navajo-Code trug dazu bei, dass diese dennoch erfolgreich waren.
Während der Schlacht um die Insel Iwo Jima entstand die berühmte Aufnahme von fünf Marines und einem Sanitäter der Navy, die auf dem Suribachi die US-Flagge hissten. Der Fotograf Joe Rosenthal wehrte sich zeitlebens gegen den Vorwurf, er habe dies inszeniert. Der Kriegsberichterstatter hatte das Aufstellen der ersten, kleineren Fahne verpasst. Sein mit dem Pulitzer-Preis ausgezeichnetes Foto zeigt wenige Stunden später den Moment, als die Soldaten ein größeres Sternenbanner hissten. Aktionen wie diese, von der manche geplant oder deren Durchführung den Marines vorbehalten blieb, ergänzten das positive Ansehen der bereits beliebten Marines in der eigenen Bevölkerung.
Im ehrenvollen Gedenken an alle gefallenen Marines und mit einer speziellen Widmung für die Kämpfer auf Iwojima versehen, wurde am 10. November 1954, dem 179. Jahrestag seit der Gründung des USMC im Jahre 1775, das aus Spenden finanzierte United States Marine Corps War Memorial in Arlington, basierend auf der Vorlage des weltberühmten Fotos von Rosenthal, durch den damaligen US-Präsidenten Dwight D. Eisenhower eingeweiht.

### Koreakrieg

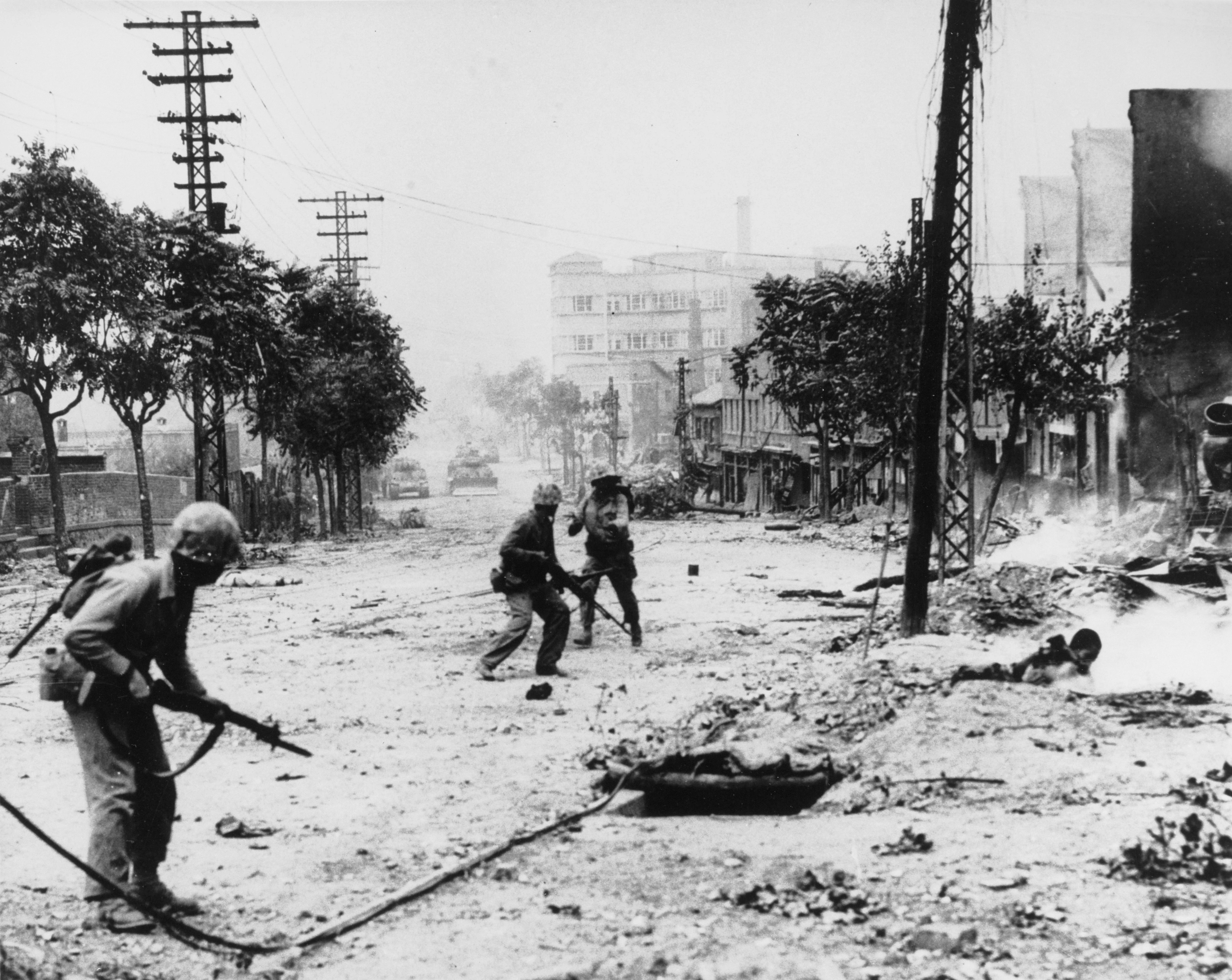
Marines beim Häuserkampf in Seoul (1950)

Im Koreakrieg (1950 bis 1953) landeten die Marines bei Incheon und drangen im gemeinsamen Verband mit der US Army bis nach Nordkorea vor, wo sie den Fluss Yalu erreichten. Hier begann die um ihren Einfluss bangende Volksrepublik China, eine große Anzahl an Truppen über den Yalu zu schicken, welche die US-amerikanischen Einheiten noch in Korea aufhalten sollten, und sie sogar zurückdrängten.
Bei der Schlacht um das Chosin-Reservoir bekämpfte die erfahrene 1st Marine Division die zahlenmäßig mehrfach überlegenen, aber mangelhaft ausgerüsteten und schlecht ausgebildeten chinesischen Truppen. Während dieser äußerst blutigen Schlacht sammelten die Marines das von der US Army, die bereits den geordneten Rückzug angetreten hatte, hinterlassene Material auf, sammelten sich, und stürmten die chinesischen Stellungen, um dann selbst den Rückzug zur Küste antreten zu können.

### Vietnamkrieg

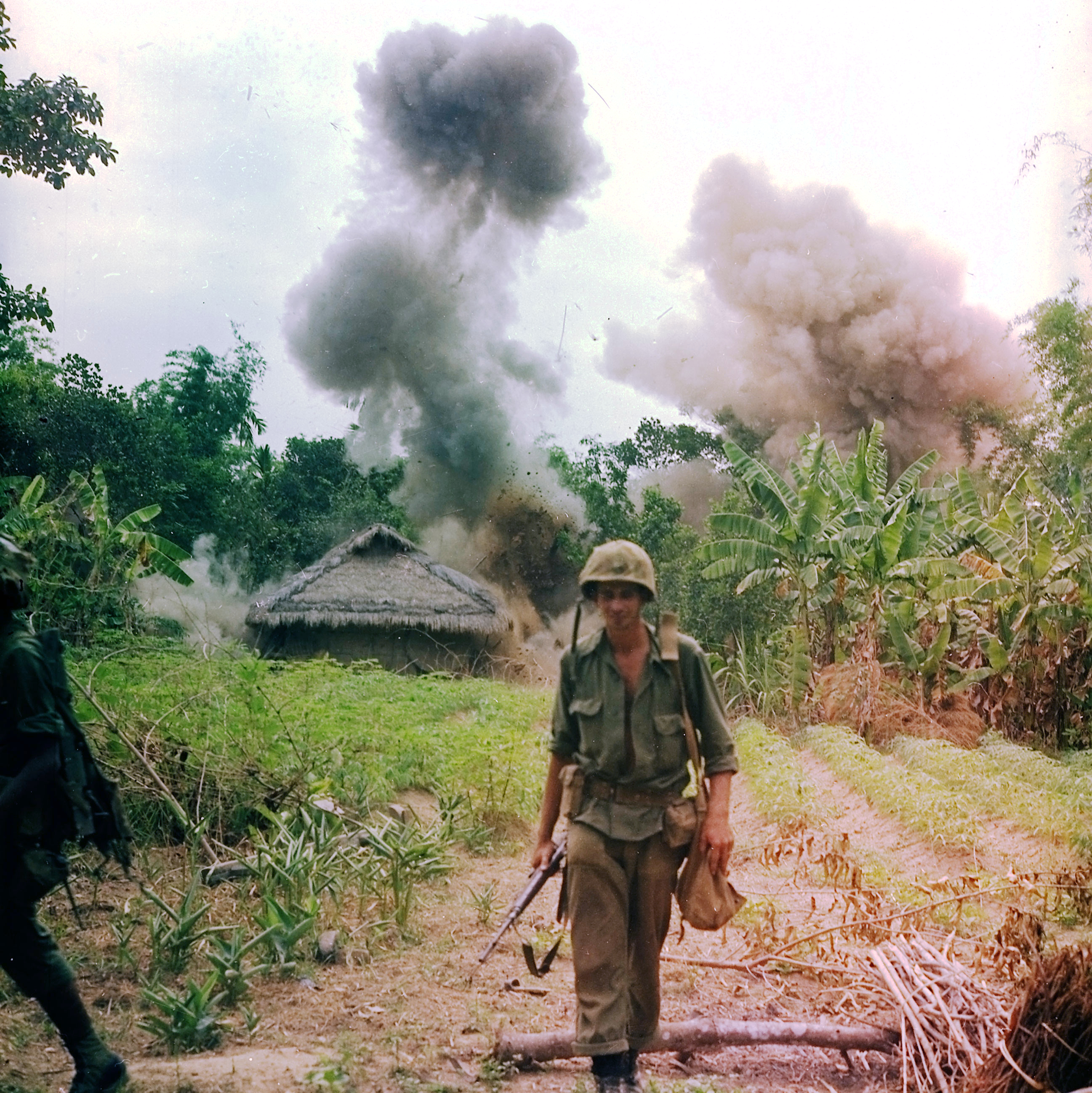
Marines beim Sprengen von Vietcong-Bunkern während der Operation Georgia (1966)

Auch im Vietnamkrieg kämpften Marines in vielen der großen Schlachten mit, wie bei Đà Nẵng, Hue oder Khe Sanh. Sie befanden sich unter den ersten 1965 offiziell in Vietnam eingesetzten Truppen. 1971 wurden die Marines im Zuge des von Präsident Richard Nixon beschlossenen Truppenabzugs aus Vietnam abgezogen. Vier Jahre später, in den letzten Tagen des Krieges in Vietnam, gab es ein kurzes Nachspiel, als es darum ging, Angehörige der US-Botschaft in Saigon vor den nachrückenden Truppen des Vietcong zu evakuieren. In dieser Zeit waren die Marines auch an dem Mayaguez-Zwischenfall beteiligt, der letzten bewaffneten Auseinandersetzung zwischen Truppen der Vereinigten Staaten und den Roten Khmer.
Im Vietnamkrieg erlebte auch eine neu aufgestellte Spezialeinheit namens Force Reconnaissance ihren ersten Einsatz, deren Einsatzprofil vor allem auf die Aufklärung abgestimmt ist.

### Vom Vietnamkrieg bis zum Ende des Kalten Krieges
Das Marine Corps war an allen militärischen Aktionen der USA nach 1975 beteiligt, wie etwa der Invasion in Grenada 1983 oder der Invasion in Panama 1989. Die schwersten Verluste seit dem Vietnamkrieg erlitt es beim Anschlag auf den US-Stützpunkt in Beirut 1983, als über 200 Marines starben.

### Nach dem Kalten Krieg

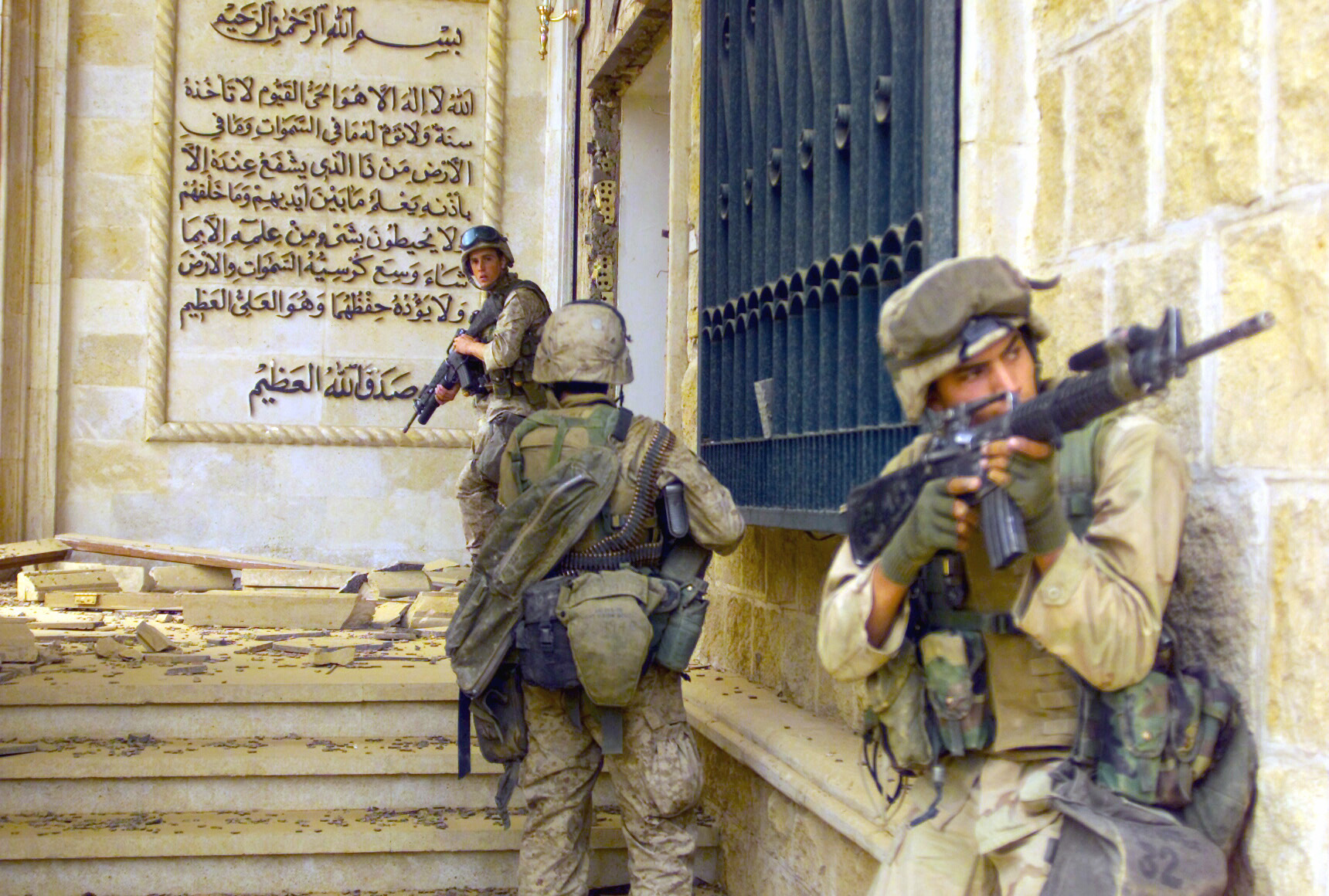
Marines der 1st Marine Division bei der Einnahme eines Palastes von Saddam Hussein in Bagdad (2003)

Den Marines oblag 1991 die Befreiung Kuwaits. Die US Army marschierte in den Irak ein, ohne auf Widerstand zu stoßen.
1995 retteten Marines Captain Scott O’Grady, einen über Bosnien abgestürzten Jagdflugzeug-Piloten der US Air Force, in einer sogenannten TRAP-Mission (Tactical Recovery of Aircraft and Personnel).
Seit 2003 versehen Marines auch Dienst als Teil der sogenannten Koalition der Willigen. Auch bei der vorangegangenen Invasion des Irak waren sie beteiligt. 2005 töteten Soldaten der Marines aus Rache für den Tod eines Kameraden 24 irakische Zivilisten, darunter auch Kinder. Dieses Kriegsverbrechen wurde als das „Massaker von Haditha“ bekannt.
Im Februar 2004 wurde die 1st Marine Division zurück in den Irak verlegt, um die Provinz Al Anbar westlich von Bagdad zu sichern. Dort nahm sie als Kerneinheit der US-Truppen an der Operation Vigilant Resolve teil sowie an der Operation Phantom Fury. Im Februar und März 2005 wurde sie von der 2nd Marine Division abgelöst. Dies war die größte Entlastungs- und Ablöseoperation des Marine Corps in seiner Geschichte.
2006 evakuierten Marines US-Bürger während des Libanonkrieges aus dem Libanon.
2011 wurde die Stationierung von 2500 Marines in Darwin in Australien geplant. Dies entspricht einer verstärkten Combined Arms Marine Air-Ground Task Force (MAGTF). Im April 2012 wurden die ersten 200 Soldaten entsandt, bis 2017 soll die Zahl auf 2500 angehoben werden. Dabei sind die Marines nicht dauerhaft stationiert, sondern halten sich jährlich nur sechs Monate in Darwin auf.

### Rassenpolitik
Im Amerikanischen Unabhängigkeitskrieg kämpften Menschen unterschiedlicher Hautfarben auf beiden Seiten gegeneinander. Zwischen 1776 und 1777 kämpften etwa ein Dutzend schwarze Marines für die Seite der Amerikaner. Kriegsminister James McHenry verbot später die Aufnahme von Schwarzen, Mulatten und Indianern, so dass zwischen 1798 und 1942 Schwarze aus dem Corps ausgeschlossen bzw. ihnen der Zugang verweigert wurde. Hauptsächlich Weiße dienten als Marines, abgesehen von einigen weißen Latinos und Amerikanern asiatischer Herkunft.
Als 1941 die Aufnahme von Schwarzen ins Corps diskutiert wurde, wehrte sich der damalige Kommandant der Marines, Major General Thomas Holcomb, vehement dagegen. Er würde 5.000 Weiße 250.000 Negern vorziehen.
1942 durften Schwarze dann dem Marine Corps beitreten, allerdings in separaten Einheiten, während andere Nicht-Weiße zusammen mit Weißen dienten. Erst 1960 wurde die Rassentrennung aufgehoben.
1942 wurden auch Navajo-Indianer ins Corps aufgenommen, die als Funker im Pazifikkrieg eingesetzt wurden (siehe auch Navajo-Code). Auch diese dienten in separaten Einheiten.
Bis 1944 war es japanischstämmigen Amerikanern verboten, in der US-Armee zu dienen. Auch ab 1944 durfte keiner von ihnen im USMC dienen. Im Jahre 2014 sind ungefähr zehn Prozent des USMC afroamerikanischer Herkunft, und 16 % sind Hispanics.

## Auftrag und Doktrin

### Auftrag
Die Existenz des United States Marine Corps erfährt ihre Legitimation durch die Verfassung der Vereinigten Staaten, genauer in Artikel II, Abschnitt 2, Absatz I, Satz 1 und Artikel I, Abschnitt 8, Satz 11 und 14. Diese weist dem Kongress die Budgetkompetenz und somit auch die Finanzierung des Militärs zu, während die Ausgestaltung der Streitkräfte der Amtsführung des Präsidenten untersteht.
Das United States Marine Corps ist mit einem in drei Teilaufgaben gegliederten Auftrag betraut, die das 10. Buch des United States Code, das Wehrrecht auf Bundesebene, seit dem National Security Act von 1947 festlegt. § 5063 führt diese in Absatz (a) aus:

„[…] Das Marine Corps soll so organisiert, ausgerüstet und ausgebildet sein, dass es für den Dienst im Verbund mit der Flotte [im Sinne von Marineverbänden], Fleet Marine Forces im Gefecht der verbundenen Waffen, zusammen mit assistierenden Luftkomponenten bereitstellen kann, die für die Eroberung oder Verteidigung von vorgelagerten Marinestützpunkten und für die Bodenkriegsführung entscheidend sind.“

Dies bedeutet vor allem die Eroberung oder die Verteidigung maritimer Außenposten im Kontext des Seekrieges im Verbund mit der United States Navy sowie die Entwicklung von Taktiken und die Beschaffung von Ausrüstung, die zur Durchführung amphibischer Landungsoperationen nötig sind. Des Weiteren „[…] soll das Marine Corps Abteilungen und Gliederungen für den [Wach]dienst auf bewaffneten Seefahrzeugen der Marine sowie Sicherheitsabteilungen zum Schutze von Marineeigentum auf Marinestützpunkten bereitstellen“. Angehörige des USMC bewachen daher diplomatische Vertretungen der Vereinigten Staaten, die wichtigsten Nuklearwaffenanlagen der U.S. Navy, wie diejenigen auf Flugzeugträgern, und stehen Wache vor dem Weißen Haus.
Den besonderen Charakter der Teilstreitkraft hebt die Bestimmung hervor, dass die Marines darüber hinaus ähnlich geartete Operationen durchzuführen haben, die der Präsident anordnet. Diese „zusätzlichen“ Aufgaben sieht die Rechtsvorschrift allerdings als untergeordnet an, da sie nicht vom zuerst genannten Auftrag, für den das U.S. Marine Corps „primär organisiert“ ist, „ablenken“ oder auf ihn „störend einwirken“ sollen. Ebenfalls vorgeschrieben ist eine nominelle Mindestgröße von drei für den Kampfeinsatz vorgesehenen Divisionen und drei air wings, und aller Einheiten, welche diese zur Auftragserfüllung benötigen.
Durch eine Eingrenzung in Absatz (b) wird das Verhältnis zu den anderen Teilstreitkräften geregelt, da das Einsatzprofil ansonsten Überschneidungen mit denen des Heeres und der Luftwaffe aufwiese. Wörtlich heißt es, dass die Marines „in Zusammenarbeit mit der Army und der Air Force diejenigen Zeitabschnitte einer amphibischen Landungsoperation ausarbeiten [sollen], welche die Taktiken, Vorgehensweisen und Ausrüstung einer Landestreitmacht betreffen“. Dies stellt eine Abgrenzung zu den wesentlich breiter gefassten Aufträgen der Erstgenannten dar.

### Grundsatzdoktrin

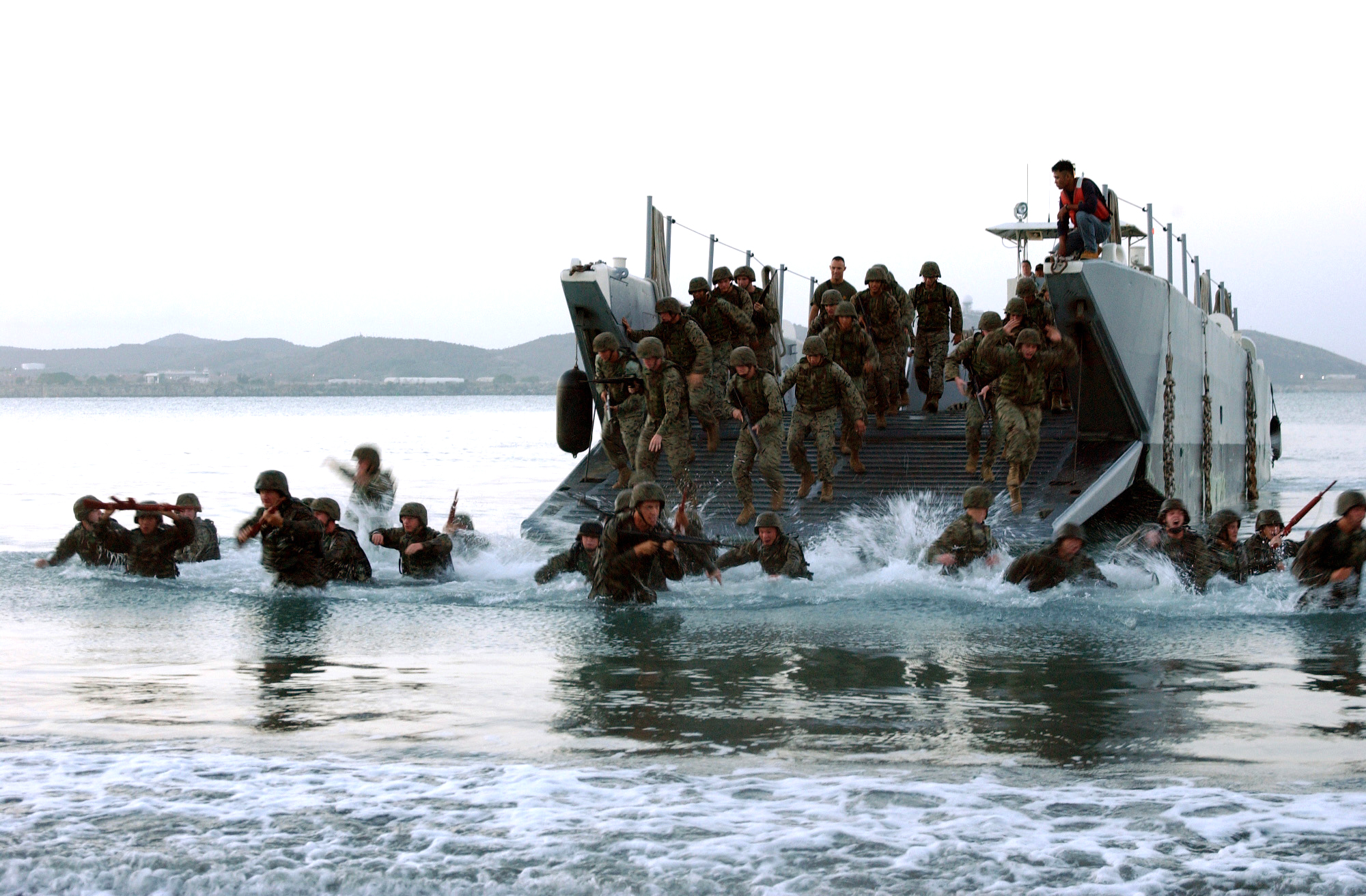
Das Anlanden vom Meer ist strategische Kernaufgabe des U.S. Marine Corps, hier bei einer Übung in Guantanamo Bay auf Kuba im Sommer 2004.

Im Jahre 1989 veröffentlichte der damalige Commandant of the Marine Corps, Alfred M. Gray, die Marine Corps Doctrine Publication 1 mit dem Titel Warfighting (dt.: „Kriegsführung“), in der er die grundlegende Doktrin der Teilstreitkraft namens Maneuver Warfare ausarbeitete. Dabei definierte er dieses Konzept folgendermaßen:

„Maneuver Warfare ist eine Philosophie der Kriegsführung, die bestrebt ist, den Zusammenhalt des Feindes durch eine Vielfalt von rasanten, gebündelten und überraschenden Abläufen zu zerschlagen, um [für ihn] eine sich zunehmend verschlechternde Situation auszulösen, die er nicht mehr beherrschen kann.“

Dieses Konzept wollte er in Abgrenzung zu den im Kalten Krieg noch gültigen Einsatzkonzepten verstanden wissen, bei denen der Feind vor allem mit überwältigender Feuerkraft zermürbt werden sollte. Auch für Gray war Feuerkraft von großer Bedeutung, allerdings forderte er, sie auf die Schwachpunkte des Feindes zu richten, um den Feind zu überwältigen, wobei er die physische Vernichtung des Feindes offenließ. Damit einhergehend ist sogenanntes Warfighting Commander’s intent implementiert, also des Führens mit Auftrag und ordnete für jede Strategie eine Prioritätensetzung an.
Auf taktischer Ebene gilt beim Marine Corps der Grundsatz „Every Marine a Rifleman (first)“, sinngemäß: „Jeder Marine ist (zuallererst) ein Infanteriesoldat“. Diese Parole stammt aus dem Koreakrieg und hat praktische, idealistische und historische Hintergründe. Bei ihrer Gründung verlangten die Marines von jedem Rekruten, seine eigene Muskete als Dienstwaffe zu verwenden. Diese Tradition entwickelte sich derart weiter, dass die Marines im Koreakrieg die einzige Teilstreitkraft waren, die ganze Kampfkompanien vollständig aus Nichtinfanteristen bilden konnten. Die heutige Bedeutung liegt vor allem darin, dass alle Mannschaftsdienstgrade unabhängig von ihrer späteren Spezialisierung voll ausgebildete Infanteristen sind. Der Wert dieses Grundsatzes hat sich während der Geschichte der Marines mehrfach gezeigt: So waren in der Schlacht um Wake Island im Zweiten Weltkrieg nach dem Abschuss sämtlicher Kampfflugzeuge der Marines deren Piloten in der Lage, Hilfstruppen am Boden in weitere Defensivanstrengungen zu führen. In der gleichen Weise erhalten alle Offiziere ein Training als Infanteriezugführer. Darüber hinaus drückt der Spruch die Gleichheit aller Marines und ihre Kameradschaftlichkeit aus.

## Organisation

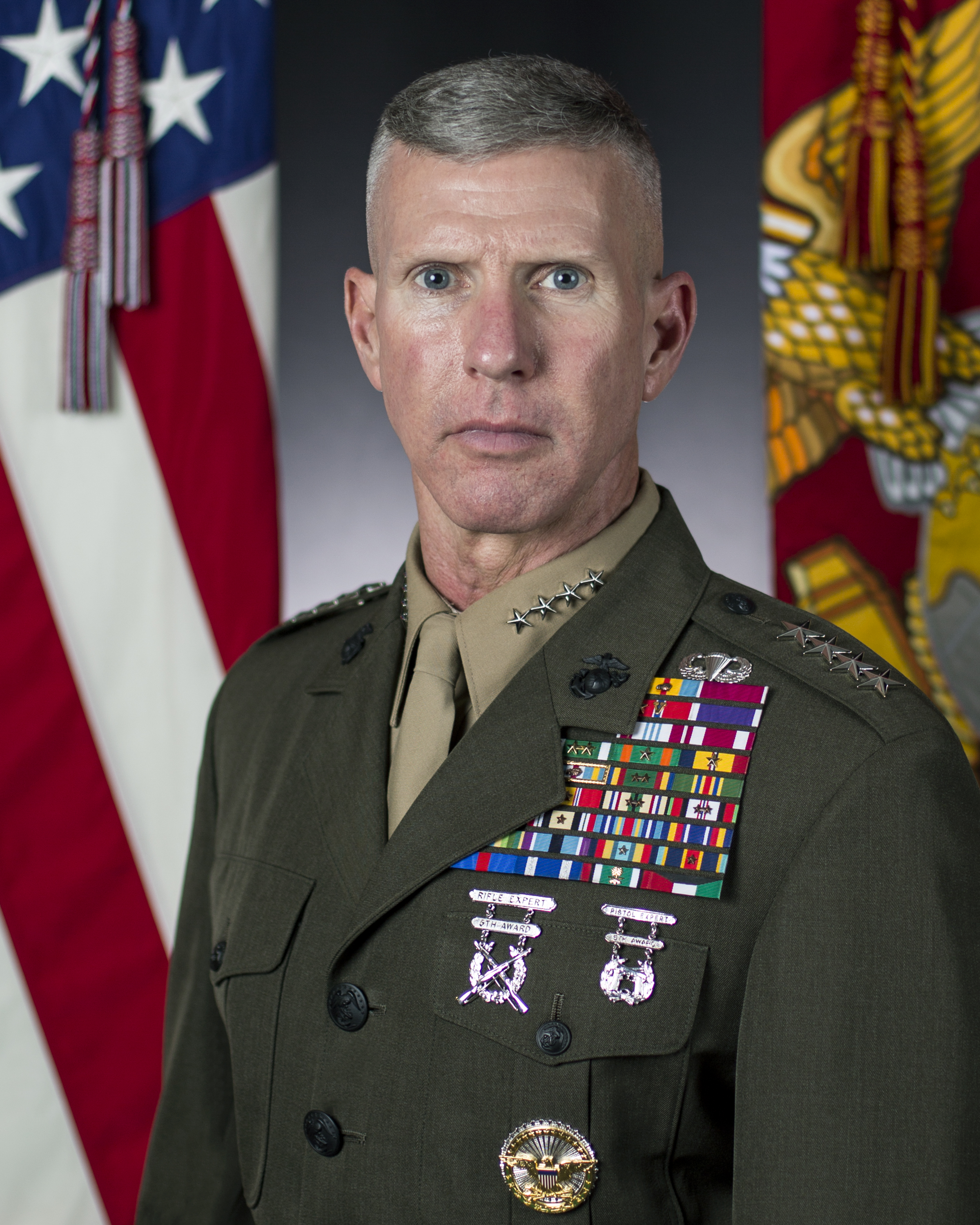
General Eric M. Smith, 39. Kommandant des USMC, seit Juli 2023

### Politisch-militärische Führung
Oberbefehlshaber ist wie für alle US-amerikanischen Teilstreitkräfte und deren Gesamtheit der Präsident der Vereinigten Staaten, der die alltägliche Führung, Aufsicht und Verwaltung dem Verteidigungsminister überlässt. Auftrag und Geschichte des U.S. Marine Corps sind eng mit denjenigen der Marine verflochten, weswegen beide Teilstreitkräfte einer gemeinsamen Abteilung im Verteidigungsministerium, dem vom Secretary of the Navy (SECNAV) geführten Department of the Navy, unterstehen. Aufgrund dieser Verflechtung verfügen die Marines beispielsweise über keine eigenen Sanitäter (Hospital Corpsmen) und Militärseelsorger. Diese Aufgaben nehmen ihnen gegenüber Angehörige der Navy wahr.
Der höchste Offizier des USMC ist der Commandant of the Marine Corps (CMC), der in seinem Amt ständiges Mitglied der Joint Chiefs of Staff (Vereinte Generalstabschefs) ist. Er zeichnet für die Organisation, die Rekrutierung, die Ausbildung und die Ausrüstung des Corps verantwortlich, sodass die Marines für den Dienst unter dem Kommando der Unified Combatant Commander einsatzbereit sind. Ihm steht der Assistant Commandant of the Marine Corps (ACMC) als Stellvertreter und der Sergeant Major of the Marine Corps (SMMC) als höchster Unteroffizier zur Seite. Derzeitige Amtsinhaber sind: General Eric M. Smith (CMC), General Christopher J. Mahoney (ACMC) und Sergeant Major Troy E. Black (SMMC).

### Budget
Das U.S. Marine Corps fordert für das Haushaltsjahr 2022 ein Budget von 47,9 Milliarden US-Dollar.

### Operative Gliederung
Das USMC ist in vier grundlegende Bereiche geteilt: das Hauptquartier des Marine Corps (HQMC), die Operationskräfte, die Kampfunterstützungskräfte und die Marine Forces Reserve. Die Operationskräfte wiederum sind in vier Kategorien geteilt: die Marine Corps Forces (MARFOR), die den einzelnen Unified Combatant Commands zugeteilt sind, die Marine Corps Security Forces, welche die Einrichtungen des Corps und der U.S. Navy bewachen, sowie die Marine Corps Security Guard, die den einzelnen US-Botschaften im Ausland zugewiesen sind.
Die Marine Corps Forces sind wiederum in das Marine Forces Command (MARFORCOM) und die Marine Corps Forces Pacific (MARFORPAC) geteilt, die jeweils von einem Lieutenant General befehligt werden. Dem MARFORCOM in Norfolk, Virginia, unterstehen dabei die II. Marine Expeditionary Force und den MARFORPAC in Camp H. M. Smith auf Hawaii die I. und die III. Marine Expeditionary Force.
Der Kommandeur der MARFORCOM in Norfolk hat zudem weitere zusammengefasste Kommandobefugnisse. Er ist zusätzlich Kommandierender General der Fleet Marine Force Atlantic (FMFLANT) und Kommandeur der U.S. Marine Corps Bases Atlantic.
Zu den Kampfunterstützungskräften gehört auch das Marine Corps Combat Development Command (MCCDC), die Marine Corps Recruit Depots San Diego und Parris Island, das Marine-Corps-Logistikkommando, die Marine-Corps-Basen (MCB) und Marine Corps Air Stations (MCAS), das Rekrutierungskommando sowie die Musikkorps United States Marine Band („The President’s Own“) und United States Marine Drum and Bugle Corps „The Commandant’s Own“.
Zurzeit (2008) bestehen die Bodenkampftruppen des Marine Corps aus vier Divisionen:
- die 1st Marine Division in Camp Pendleton, Kalifornien;
- die 2nd Marine Division in Camp Lejeune, North Carolina;
- die 3rd Marine Division in Camp Smedley Butler in Okinawa, Japan; und
- die 4th Marine Division ist ein Reserveverband mit dem Hauptquartier in New Orleans, Louisiana

Im Zweiten Weltkrieg wurden zwei weitere Marineinfanterie-Divisionen aufgestellt: die 5th Marine Division und die 6th Marine Division. Beide wurden gegen die Japaner auf dem pazifischen Kriegsschauplatz eingesetzt und wurden nach dem Krieg wieder aufgelöst. Die 5. wurde während des Vietnamkriegs vorübergehend wieder aufgestellt und operierte vom 1. März 1966 bis zum 26. November 1969.
Die luftbeweglichen Einheiten des USMC bestehen aus vier Marine Aircraft Wings (äquivalent Divisionen):
- das 1st Marine Aircraft Wing in Okinawa, Japan;
- das 2nd Marine Aircraft Wing in Marine Corps Air Station Cherry Point, North Carolina;
- das 3rd Marine Aircraft Wing in Marine Corps Air Station Miramar, Kalifornien; und
- das 4th Marine Aircraft Wing, ein Reserveverband.

Die Logistiktruppen des USMC umfassen vier Marine Logistics Groups (äquivalent Divisionen):
- die US 1st Marine Logistics Group in Camp Pendleton, Kalifornien;
- die US 2nd Marine Logistics Group in Camp Lejeune, North Carolina;
- die US 3rd Marine Logistics Group in Okinawa, Japan;
- die US 4th Marine Logistics Group in New Orleans, Louisiana.

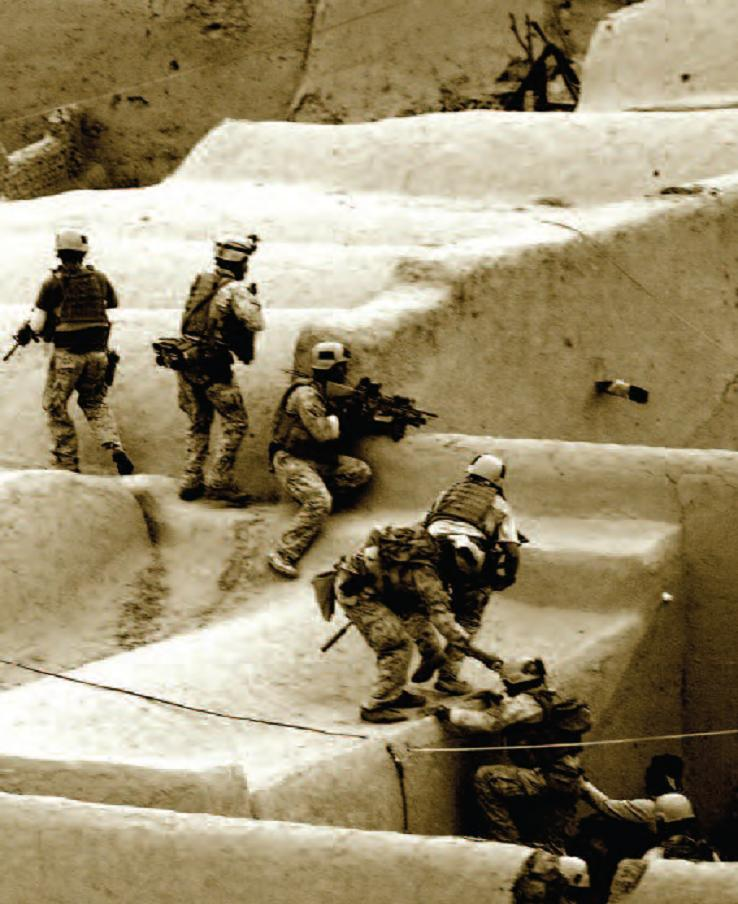
MARSOC-Truppen bei einer Gebirgsübung (2007)

### Marine Corps Forces Special Operations Command
Das USMC hat sich lange gesträubt, Marines dauerhaft für Spezialoperationen zum U.S. Special Operations Command (SOCOM) abzukommandieren, weil man der Ansicht war, es könne in einer Truppengattung, die sich in ihrer Gesamtheit als Elite sieht, keine Teile geben, die dauerhaft an noch elitäreren Aufgaben teil hätten. Dieser Standpunkt wurde 2003 auf Druck der National Command Authority aufgegeben und das Marine Corps Forces Special Operations Command (MARSOC) gegründet und dem SOCOM unterstellt. Es ist das Komponentenkommando (Component Command) der Marines innerhalb des Special Operations Command. Das Personal des MARSOC rekrutierte sich aus einem beträchtlichen Teil ehemaliger Soldaten des 2006 umgegliederten Marine-Sonderverbandes Marine Corps Force Reconnaissance.

### Marine-Air-Ground-Task-Force-Konzept
Die Einheiten des USMC können, je nach Auftragslage, in unterschiedlich großer Form zu einer Task Force gruppiert werden. Dabei liegt immer das Konzept der Marine Air-Ground Task Force (MAGTF) zugrunde.
Einsatzgruppierungen nach dem MAGTF-Konzept beinhalten grundsätzlich vier Grundkomponenten: Stabskomponente (Command Element), Bodenkampfkomponente (Ground Combat Element), Luftkampfkomponente (Aviation Combat Element) und eine Versorgungskomponente (Logistics Combat Element, ehemals Combat Service Support Element).
Die Stabskomponente stellt das Hauptquartier dar und kommandiert die anderen Komponenten. Die Bodenkampfkomponente wird von mit gepanzerten Einheiten und Artillerie verstärkten Infanterieverbänden gestellt. Zu ihr gehören auch Spezialkräfte, wie Fernspäher (Force Reconnaissance), Scharfschützen und vorgelagerte Luftkommandoeinheiten. Die Luftkampfkomponente soll die totale Luftüberlegenheit der MAGTF sichern. Sie beinhaltet Kampfflugzeuge genauso wie Hubschrauber, deren Piloten und ihre Instandsetzungseinheiten. In der Versorgungskomponente sind alle Kampfunterstützungseinheiten untergebracht. Sie beinhaltet Spezialisten wie Fernmelder, Instandsetzungsingenieure, Transport- und Logistikeinheiten, sowie medizinische Versorgungseinheiten.
Das MAGTF-Konzept wird vom USMC in drei, dem Auftrag angepassten Größenordnungen eingesetzt.
MEU

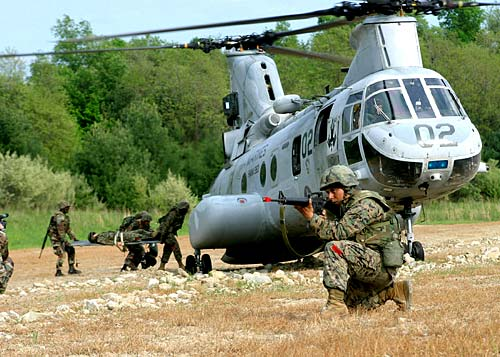
Marines im Manöver mit einem CH-46E Sea Knight

Der kleinste dieser Verbände ist die Marine Expeditionary Unit (MEU). MEU sind die kleinsten unabhängig operierenden Verbände, ausgebildet, um autark oder in einem größeren Verband zu agieren. Jede MEU ist befähigt, Spezialoperationen zu übernehmen (Special Operations Capable – SOC).
Die Stabskomponente bildet das Hauptquartier und wird in der Regel von einem Colonel kommandiert. Die Bodenkampfkomponente bildet ein Battalion Landing Team (BLT), bestehend aus einem Infanteriebataillon, das verstärkt wird durch in der Regel eine Artilleriebatterie, und je einen Zug Pioniere, Panzer, amphibische Traktoren und Radpanzer. Die Luftkampfkomponente bildet eine Transporthubschrauberstaffel, verstärkt um Kampfflugzeuge (AV-8B oder F-35C) und -hubschrauber. Die Versorgungskomponente besteht aus einem Combat Logistics Bataillon, das alle logistischen und administrativen Aufgaben des Verbandes übernimmt. Die genaue Zusammenstellung einer MEU kann dem Auftrag angepasst werden, so ist es möglich, mehr Artillerie, gepanzerte Einheiten oder mehr Luftunterstützung einzubinden.

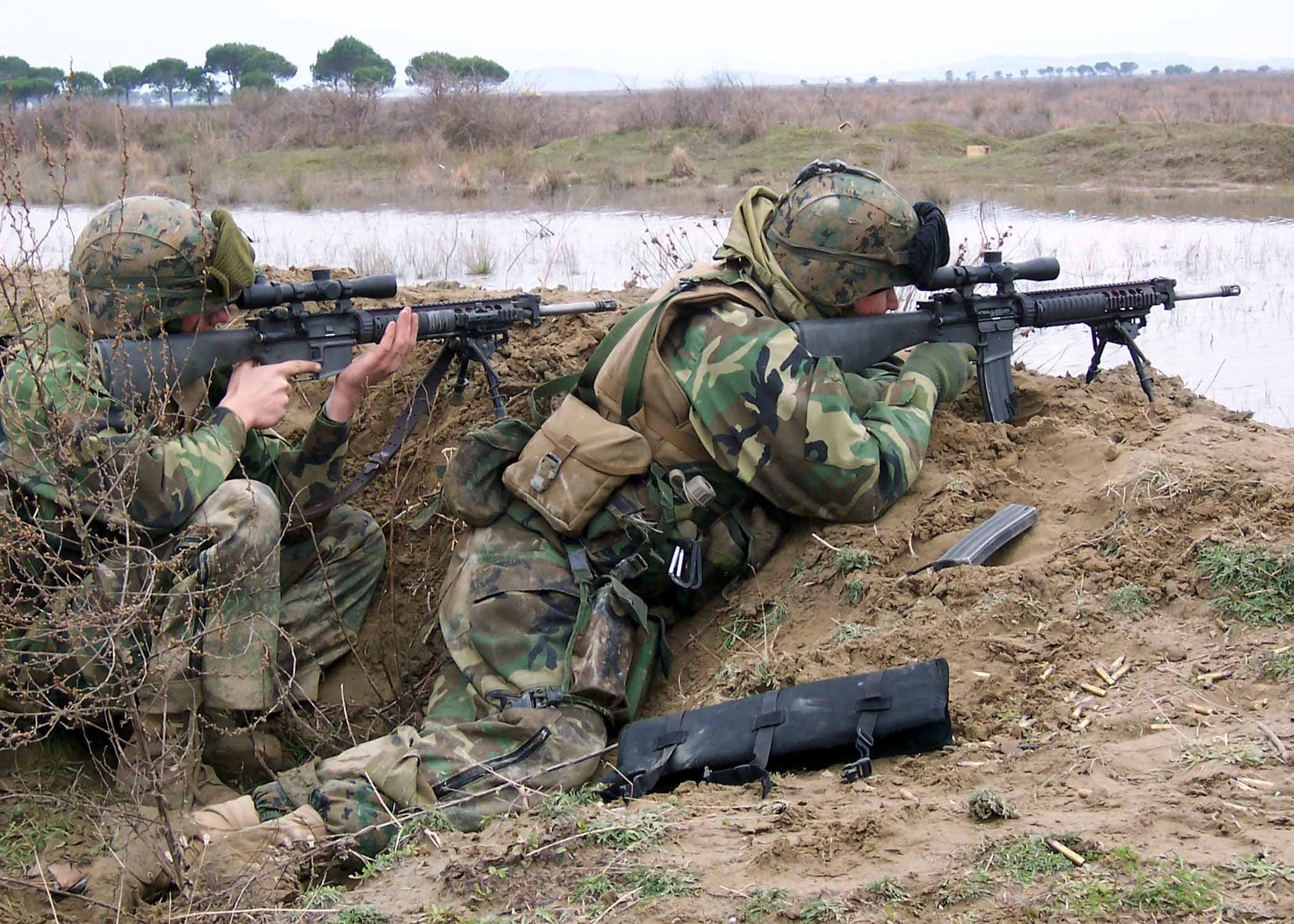
Zwei Scharfschützen der Marines mit einem SAM-R bei einer Übung in Albanien

Generell sind immer drei MEU jeweils der Atlantik- und der Pazifikflotte der U.S. Navy zugeordnet, und eine weitere ist in Okinawa stationiert. Während eine MEU im Einsatz abkommandiert ist, wird die zweite zur Aus- und Weiterbildung eingesetzt, und die dritte gewährt den Soldaten eine Einsatzpause.
MEB
Der nächstgrößere Verband ist die Marine Expeditionary Brigade (MEB). Statt eines BLT bildet ein verstärktes Regiment (Regimental Combat Team) die Grundlage und ist mit größeren Luftkampfkontingenten (in der Regel ein als Marine Aircraft Group bezeichnetes Geschwader) und höherer Versorgungskapazität (Combat Logistics Regiment) ausgestattet.
MEF
Die größten Verbände, nach dem MAGTF-Konzept sind die Marine Expeditionary Forces (MEF). Sie bestehen in Friedenszeiten aus einer Division, einem Marine Air Wing und einer Combat Logistics Group.
Die drei Marine Expeditionary Forces bilden die Fleet Marine Force, eine weltweit einsetzbare Krisenreaktionskraft, die von den fünf Einsatzflotten der U.S. Navy agiert. Dabei werden die erste und dritte MEF im Pazifikraum, die zweite MEF im Atlantikraum eingesetzt.

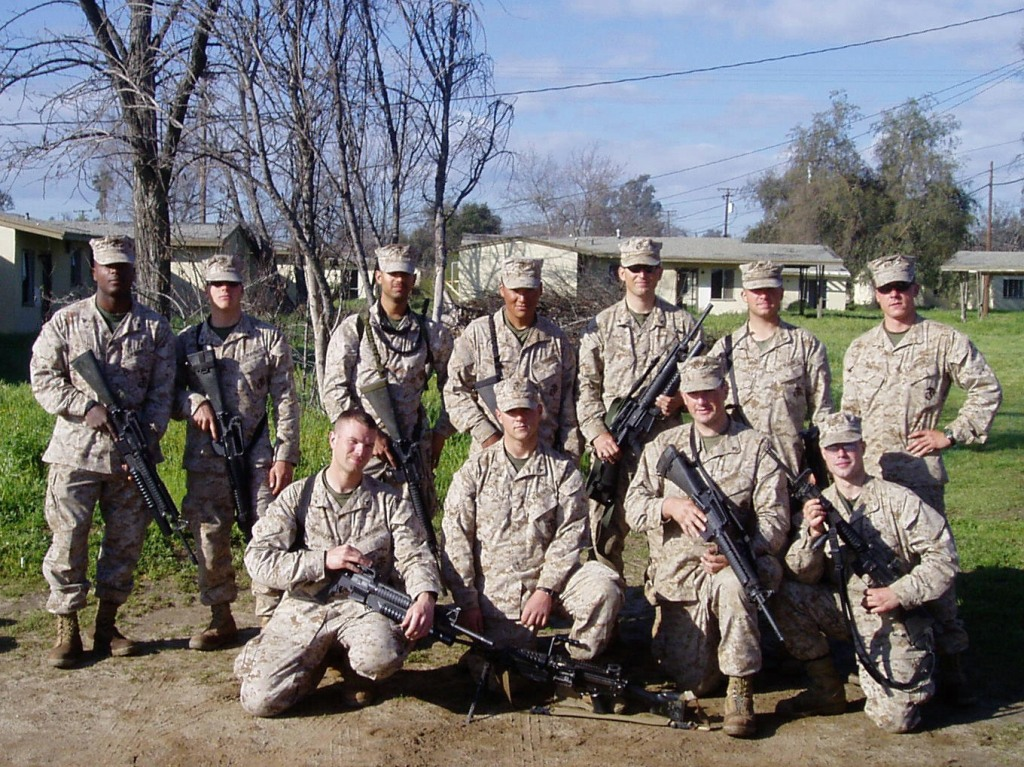
Ein Squad der Marines

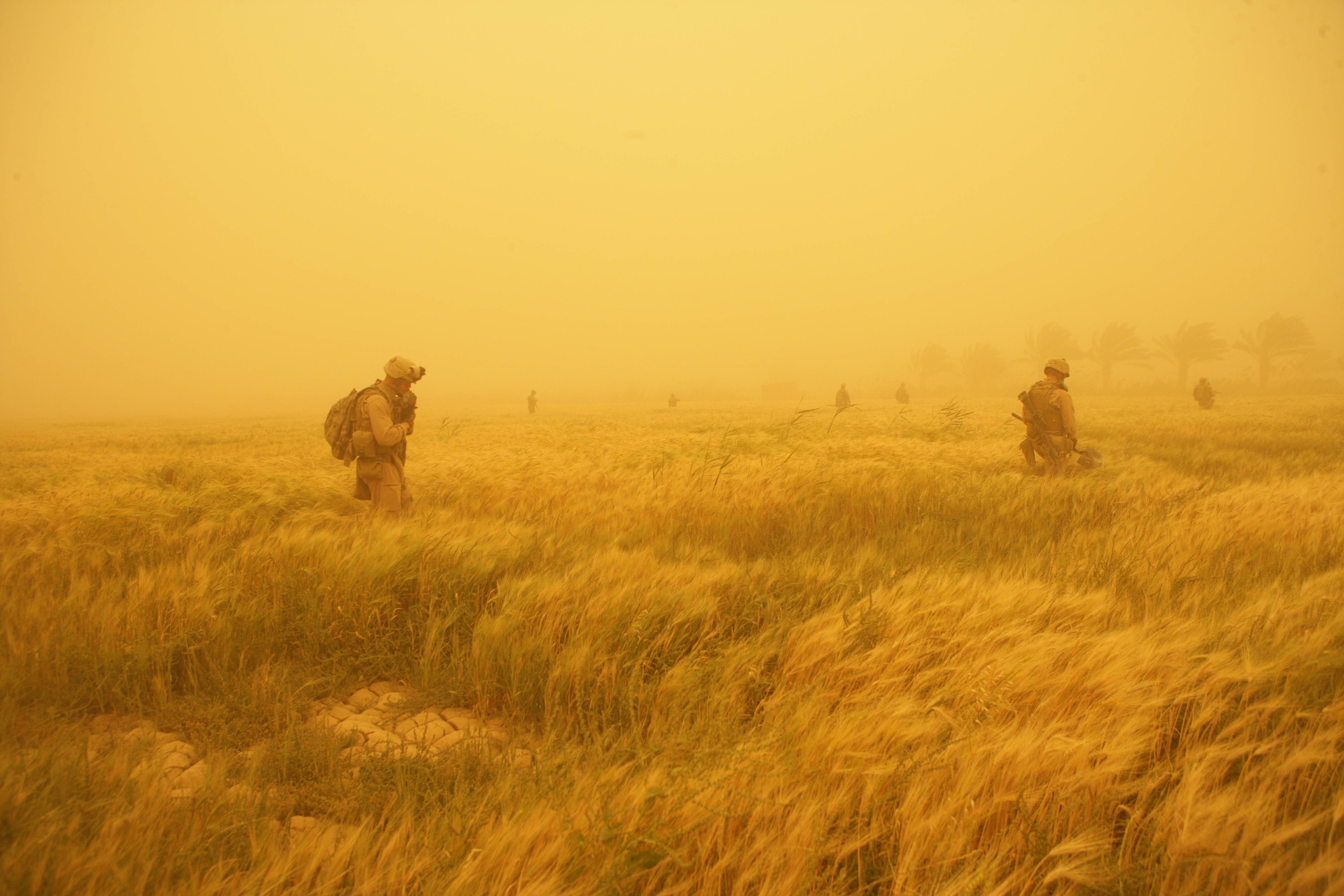
Marines der 4. US-Marine-
Infanteriedivision suchen nach Waffenlagern während eines Sandsturms (Irak, April 2008)

I. Marine Expeditionary Force, Hauptquartier
- 1st Marine Division (Camp Pendleton, Kalifornien)
- 3rd Marine Aircraft Wing (Camp Pendleton, Kalifornien)
- 1st Marine Logistics Group (Camp Pendleton, Kalifornien)
- 1st Marine Expeditionary Brigade
- 11th Marine Expeditionary Unit
- 13th Marine Expeditionary Unit
- 15th Marine Expeditionary Unit
- Air Contingency MAGTF (ACM)

II. Marine Expeditionary Force, Ausbildungsgruppe für Spezialoperationen
- 2nd Marine Division
- 2nd Marine Aircraft Wing
- 2nd Marine Logistics Group
- Chemical Biological Incident Response Force (CBIRF)
- II MEF Augmentation Command Element (II MACE)
- 2nd Marine Expeditionary Brigade
- 22nd Marine Expeditionary Unit
- 24th Marine Expeditionary Unit
- 26th Marine Expeditionary Unit

III. Marine Expeditionary Force
- 3rd Marine Division
- 1st Marine Aircraft Wing
- 3rd Marine Logistics Group
- 31st Marine Expeditionary Unit (Okinawa, Japan)
- Air Contingency MAGTF (ACM)

### Grundaufbau der Verbände und Einheiten
Der Grundaufbau der Bodenkampfeinheiten des USMC richtet sich nach der „Dreier-Regel“. Diese Regel besagt, dass es immer drei Untergeordnete und einen Kommandeur gibt. Diese Regel hat natürlich auch Ausnahmen, so wie es die Einsatzsituation verlangt, so kann es auch vier untergeordnete Einheiten geben, oder der Kommandeur hat einen niedrigeren oder höheren Rang als den geforderten.
- Ein fire team (dt. Trupp) ist das Grundelement und besteht aus vier Marines, davon drei Schützen und einem Truppführer (team leader), normalerweise ein Corporal – 1/3.
- Ein Squad (dt. Gruppe) besteht aus drei fire teams und wird von einem Staff Sergeant als Gruppenführer (squad leader) geführt – 4/9.
- Ein rifle platoon (dt. Schützenzug) besteht aus drei Squads, einem Navy Corpsman, einem Platoon Sergeant und einem Platoon Commander. Es wird normalerweise von einem Second oder First Lieutenant geführt – 1/13/28 = 42.
- Eine rifle company (dt. Schützenkompanie) besteht aus drei rifle platoons, einem weapons platoon (46 Marines mit SMAW, Mörsern M224 und Maschinengewehren M240) und der Kompanieführungsgruppe, gesamt 175 Marines. Company Commander ist meist ein Captain.
- Ein Infanterie-Bataillon besteht aus drei Schützenkompanien sowie je einer Stabs- und schweren Waffenkompanie und wird von einem Lieutenant Colonel kommandiert. Bei der Infanterie existieren daneben auch Weapons Companies (schwere Waffenkompanien mit auf Humvees transportierten Mörsern, schweren Maschinengewehren und Panzerabwehrwaffen) ebenso wie Stabs- und Unterstützungskompanien, die aus einem Stabs-, einem Fernmelde- und einem Versorgungszug sowie einem Bataillons-Truppenverbandplatz zusammengesetzt sind.
- Ein Regiment besteht aus drei Bataillonen und wird von einem Colonel geführt. In der Literatur und im informellen Dienstalltag wird in der Bezeichnung das Regiment weggelassen, sodass beispielsweise mit 8th Marines das 8. US-Marineregiment gemeint ist.
- Eine Division besteht aus drei Infanterieregimentern und wird von einem Major General kommandiert. Darüber hinaus unterstehen den Divisionen in der Regel ein Artillerieregiment und je ein Bataillon Aufklärer, Panzer, Pioniere, amphibische Traktoren und Panzeraufklärer. Einige Bataillone die nach diesem System eigentlich bei der 3rd Marine Division zu verorten wären, sind heute allerdings der 1st und 2nd Marine Division unterstellt.

Eine Brigade wird von einem Brigadier General kommandiert, wird im USMC in der Regel nur in Form der oben beschriebenen Marine Expeditionary Brigades verwendet und besteht aus einem oder mehreren Regimentern.
Stäbe von Bataillonen und größere Verbänden haben einen S-3 Executive Officer (XO) Operationsplanung und weitere Offiziere für die Personalverwaltung (S-1), das militärische Nachrichtenwesen (S-2), die Logistik (S-4), im Einsatzfall zivil-militärische Zusammenarbeit (S-5) und für das Fernmeldewesen (S-6).
Die Luftkampfverbände gliedern sich in sogenannte Marine Air Wings (Divisionsäquivalent), die jeweils mehrere Marine Aircraft Groups (Regimentsäquivalent) führen. Den Aircraft Groups unterstehen jeweils ein bis neun fliegende Staffeln (Squadrons). Letztere werden geführt von einem Lieutenant Colonel und bestehen aus sechs bis 15 Fluggeräten gleichen Musters, untergliedert in sieben bis acht Sections.
Die Bezeichnungen der Logistikverbände unterliegen in der Regel einer ähnlichen Terminologie wie die Infanterie, das Divisionsäquivalent sind allerdings sogenannte Combat Logistics Groups.

### Dienstgrade
Dienstgrade der Non-commissioned officers
| Non-commissioned officers (dt. Entsprechung etwa: ‚Unteroffiziere ohne und mit Portepee‘) des United States Marine Corps | Non-commissioned officers (dt. Entsprechung etwa: ‚Unteroffiziere ohne und mit Portepee‘) des United States Marine Corps | Non-commissioned officers (dt. Entsprechung etwa: ‚Unteroffiziere ohne und mit Portepee‘) des United States Marine Corps | Non-commissioned officers (dt. Entsprechung etwa: ‚Unteroffiziere ohne und mit Portepee‘) des United States Marine Corps | Non-commissioned officers (dt. Entsprechung etwa: ‚Unteroffiziere ohne und mit Portepee‘) des United States Marine Corps | Non-commissioned officers (dt. Entsprechung etwa: ‚Unteroffiziere ohne und mit Portepee‘) des United States Marine Corps | Non-commissioned officers (dt. Entsprechung etwa: ‚Unteroffiziere ohne und mit Portepee‘) des United States Marine Corps | Non-commissioned officers (dt. Entsprechung etwa: ‚Unteroffiziere ohne und mit Portepee‘) des United States Marine Corps | Non-commissioned officers (dt. Entsprechung etwa: ‚Unteroffiziere ohne und mit Portepee‘) des United States Marine Corps | Non-commissioned officers (dt. Entsprechung etwa: ‚Unteroffiziere ohne und mit Portepee‘) des United States Marine Corps |
| US-Soldstufe | E-9 | E-9 | E-9 | E-8 | E-8 | E-7 | E-6 | E-5 | E-4 |
| --- | --- | --- | --- | --- | --- | --- | --- | --- | --- |
| Ärmelabzeichen | | | | | | | | | |
| Dienstgrad | Sergeant Major of the Marine Corps                                                                                       | Sergeant Major | Master Gunnery Sergeant                                                                                                  | First Sergeant | Master Sergeant | Gunnery Sergeant | Staff Sergeant | Sergeant | Corporal |
| Abkürzung | SgtMajMC | SgtMaj | MGySgt | 1stSgt | MSgt | GySgt | SSgt | Sgt | Cpl |
| NATO-Rangcode | OR-9 | OR-9 | OR-9 | OR-8 | OR-8 | OR-7 | OR-6 | OR-5 | OR-4 |

## Rekrutierung und Ausbildung

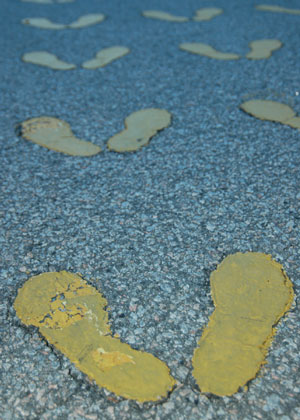
Bei ihrer Ankunft müssen sich die Rekruten auf Parris Island auf die aus der Populärkultur bekannten Fußabdrücke stellen.

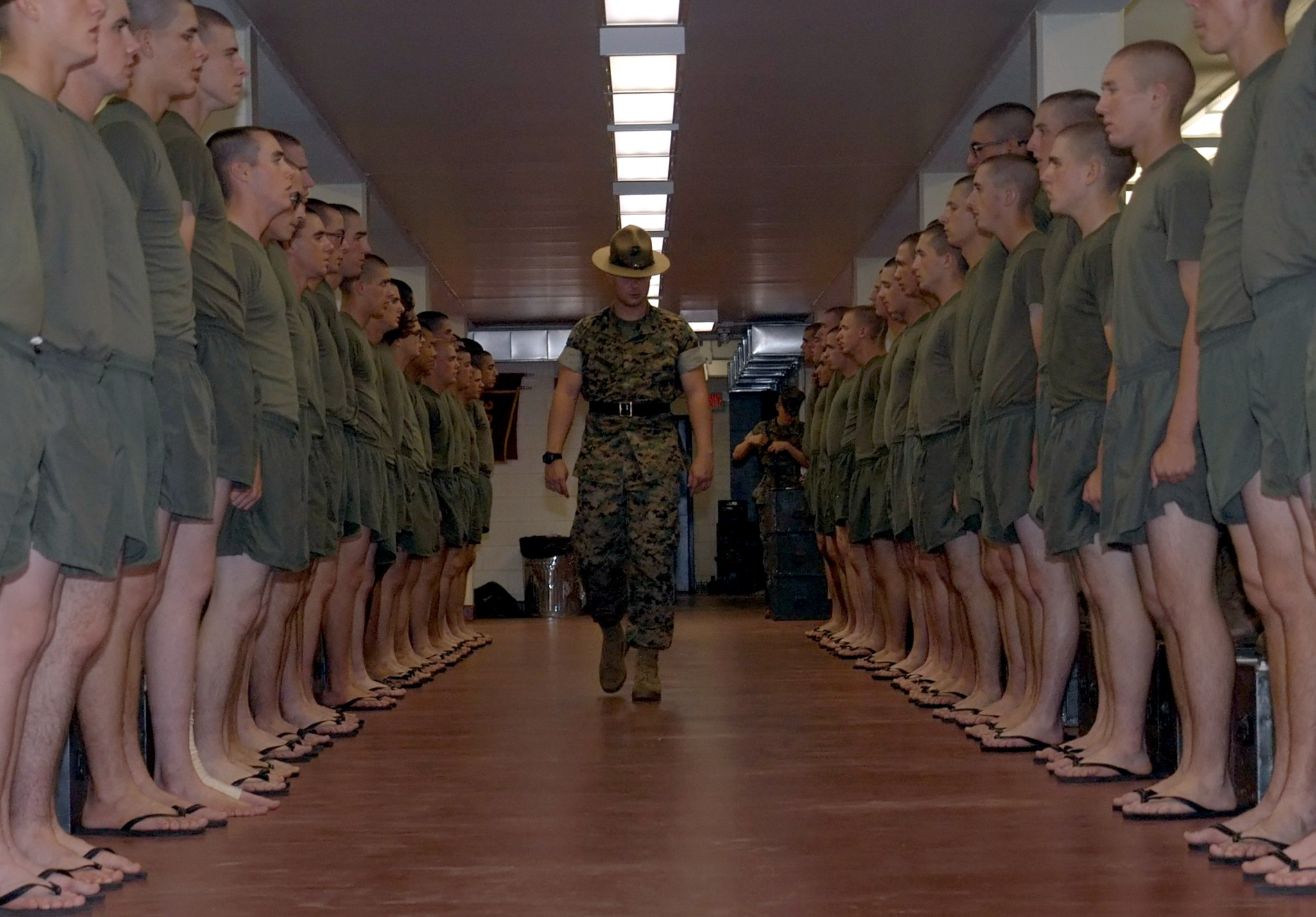
Inspektion von Rekruten durch einen Drill Instructor

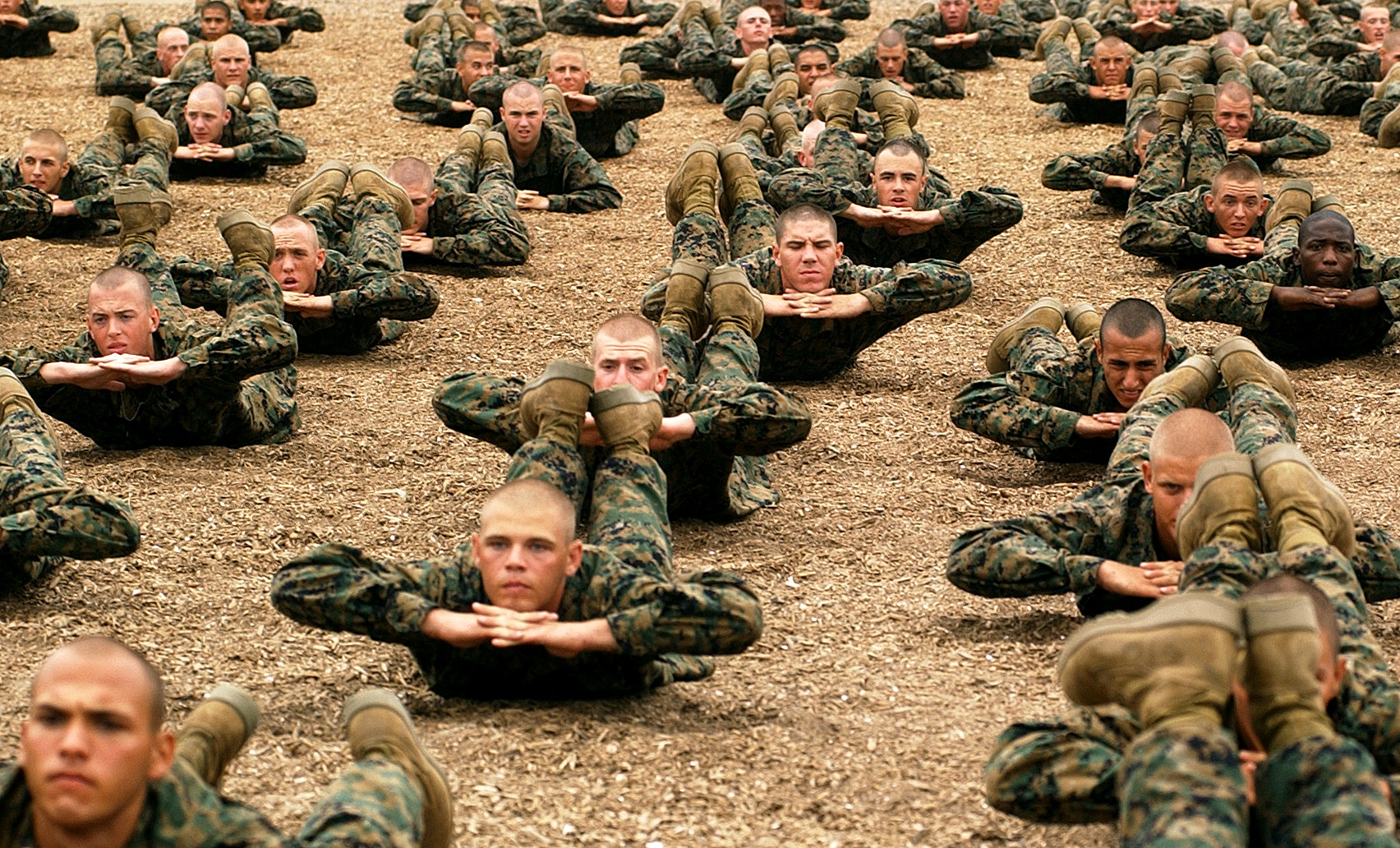
Rückenmuskeltraining im Marine Corps Recruit Depot San Diego

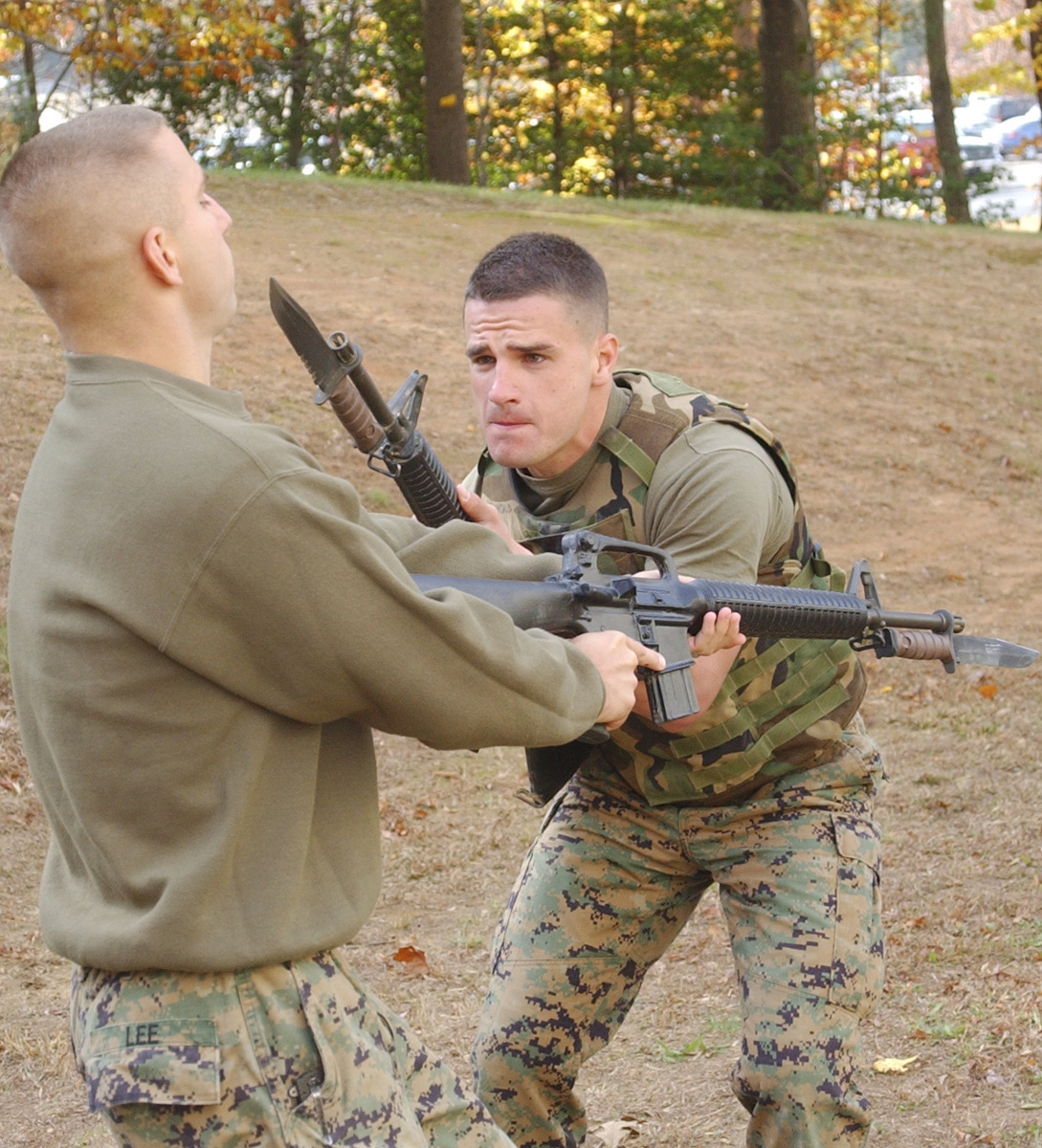
Nahkampftraining mit dem Bajonett

Die Grundausbildung des United States Marine Corps (offz. engl.: United States Marine Corps Boot Camp) gilt als die anspruchsvollste aller Teilstreitkräfte der USA. Sie findet zentral statt, wobei die Rekruten je nach Geschlecht und geographischer Herkunft an eine von zwei Ausbildungsstätten verbracht werden. Männer, die bei ihrer Verpflichtung westlich des Mississippi lebten, werden im Marine Corps Recruit Depot San Diego ausgebildet. Männer, die aus Gebieten östlich des Mississippi stammen, sowie alle weiblichen Rekruten finden sich zu ihrer Grundausbildung auf dem Stützpunkt Marine Corps Recruit Depot Parris Island ein. Die Ausbildung findet nach Geschlechtern getrennt statt.
Aufgrund vielfältiger Darstellungen in den Medien ist das Boot Camp der Marines weltweit bekannt. Der strenge Drill ist Teil des herausragenden Rufs, den das United States Marine Corps unter den Streitkräften genießt. Eine bekannte filmische Darstellung des Boot Camp ist die durch Regisseur Stanley Kubrick in dessen Film Full Metal Jacket (1986), in dem der ehemalige Marine R. Lee Ermey den Ausbilder darstellte. In der US-amerikanischen Populärkultur existieren jedoch zahlreiche weitere Darstellungen.
Bis auf die geographischen und klimatischen Gegebenheiten sind die Bedingungen für beide Ausbildungsstandorte gleich. Aufgrund ihrer Nähe zur Filmproduktionsstätte und des durchschnittlich besseren Wetters verspotten Rekruten von Parris Island ihre Kameraden in San Diego als „Hollywood Marines“, während diese mit Blick auf das flache Terrain der Insel mit dem Ausdruck „hump-waivers“ (ungefähre Übersetzung: „Steigungsbefreite“) kontern.
Seit dem Inkrafttreten des Women’s Armed Service Integration Act am 12. Juni 1948 gehören Frauen dem Marine Corps in regulären Einheiten an. Im Jahre 2004 waren 6,2 % aller Marines Frauen; in absoluten Zahlen waren im Februar 2008 über 1.100 Offiziere und über 10.000 Soldaten weiblich. Frauen dienen dem Marine Corps heute in 93 % aller Berufsfelder.
Im Januar 2014 setzte die Marineinfanterie die Klimmzugtests für Soldatinnen aus, weil „etwas mehr als die Hälfte der Teilnehmerinnen an einem Training keine drei Klimmzüge geschafft habe, die Armee aber keine unüberwindbaren Hürden für Frauen schaffen wolle.“
Ablauf
Die Grundausbildung im United States Marine Corps dauert 13 Wochen und ist in drei Phasen eingeteilt. In der ersten Phase werden militärische Grundlagen vermittelt, während in der zweiten das Schießen im Vordergrund steht. In der dritten und letzten Phase werden die erlernten Fähigkeiten zunehmend in realistischen Übungen umgesetzt. Die einzelnen Phasen werden in Tagen (Training Day, TD) und nicht in Wochen gezählt. In einigen Details unterscheidet sich jedoch die Rekrutenausbildung in San Diego von derjenigen in Parris Island hinsichtlich ihres Ablaufs.
- Phase I

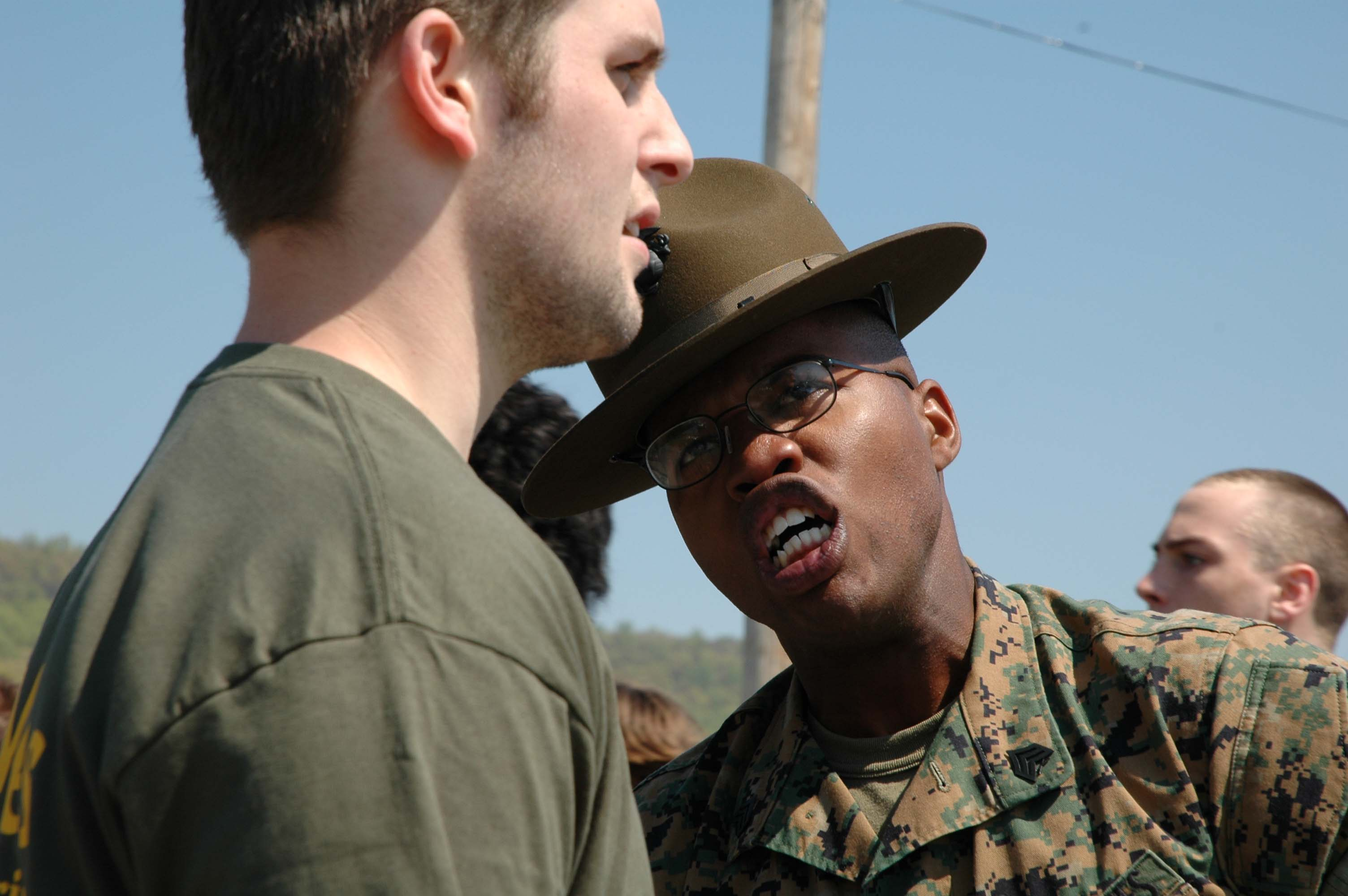
Durch Anschreien sollen die Rekruten gezielt unter eine Dauerbelastung gesetzt werden

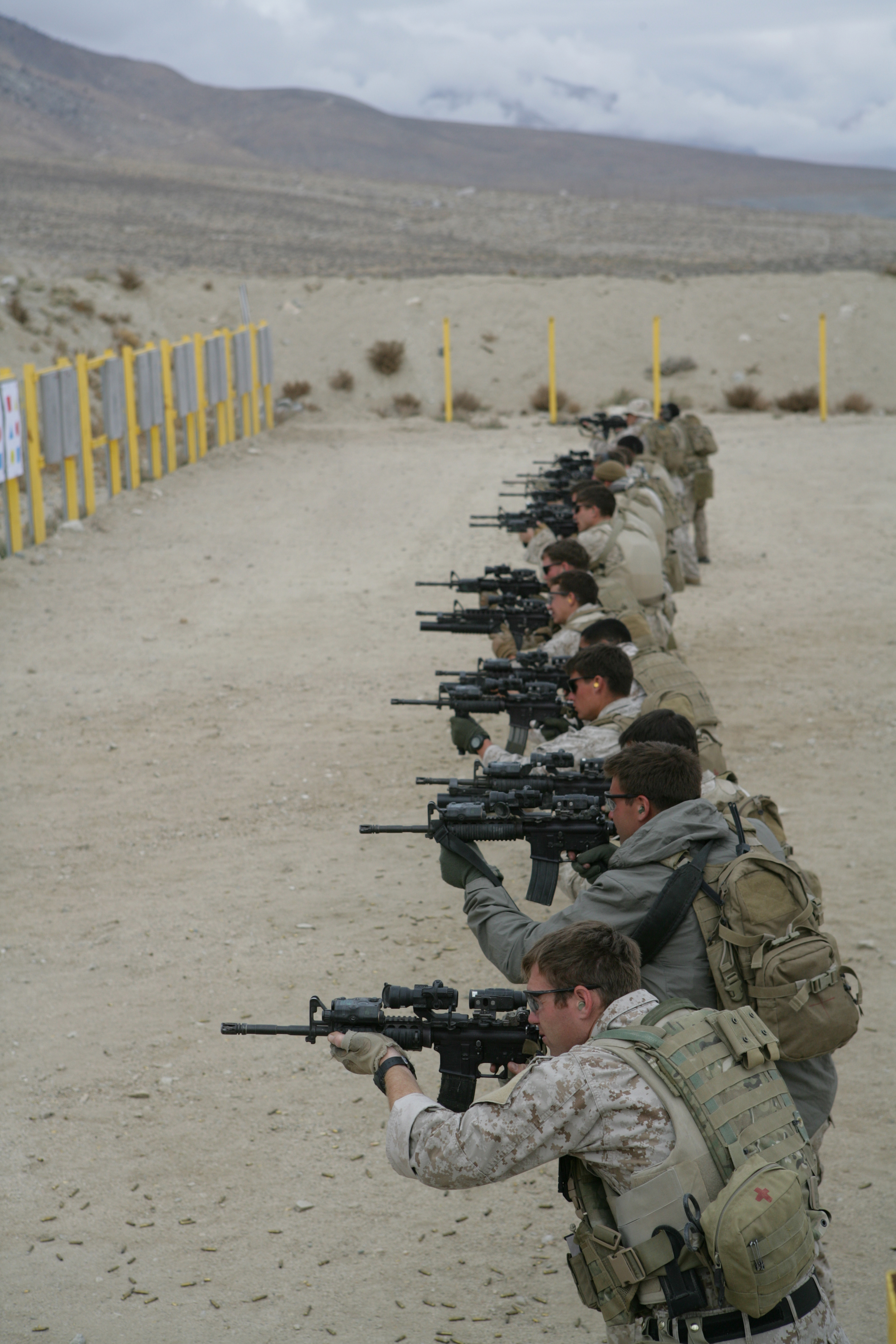
MARSOC-Spezialeinheiten beim Training in Afghanistan

Die erste Phase der Grundausbildung dauert 24 Tage. In den ersten drei Tagen werden die Rekruten mit dem grundsätzlichen Drill der Ausbildung vertraut gemacht und üben militärisches Zeremoniell ein. Darüber hinaus werden sie in der Sprache des Marine Corps unterwiesen, in der sich der Ursprung der Teilstreitkraft von der Schifffahrt andeutet. In den darauffolgenden vier Tagen wird die physische Belastbarkeit der Rekruten untersucht (Initial Strength Test, IST), wobei sich eine zweitägige Übung der Männer an die bereits vorangegangene der Frauen anschließt. Bei der ursprünglichen Rekrutierung sind die Bewerber ausschließlich auf medizinische und psychologische Tauglichkeit untersucht worden, nicht jedoch auf ihre tatsächliche Fitness. Rekruten, welche die Anforderungen des IST nicht erfüllen, werden ins Physical Conditioning Platoon (PSP, dt. „Zug zur physischen Angleichung“) zurückgestuft, wo ausschließlich ihre Fitness trainiert wird.
Weitere bedeutende Inhalte der ersten Phase sind Kampfsport im Rahmen des Marine Corps Martial Arts Program, Kämpfe mit Pugil sticks, gepolsterten Holzstangen, und Erster Hilfe.
- Phase II

Die zweite Phase der Grundausbildung dauert 23 Tage und ist neben der Einübung von taktischen Situationen vor allem der Ausbildung der Schießkunst (Marksmanship) gewidmet. Dies umfasst den Umgang mit der Waffe im Allgemeinen, also auch Sicherheitsregeln und deren Reinigung. Beim Schießen wird in verschiedenen Körperhaltungen über verschiedene Entfernungen auf unterschiedliche Ziele gefeuert. Meist erreichen die Rekruten eine hohe Zielsicherheit. Dahinter steckt eine Überzeugung, die sich in dem Motto Every Marine a rifleman („Jeder Marine ein Schütze“) manifestiert. Außerdem werden die zentralen Werte des Marine Corps vermittelt (Core Values).
- Phase III

In der dritten Phase beginnt der Beurteilungsprozess. Die Rekruten werden umfassend militärisch ausgebildet. Höhepunkt der gesamten Ausbildung ist eine Abschlussprüfung, die The Crucible („Feuerprobe“) genannt wird. Hierbei sehen sich die Rekruten zahlreichen Belastungen im physischen und psychischen Grenzbereich ausgesetzt. In 54 Stunden durchlaufen sie mehrere realistisch nachempfundene Situationen, während ihnen vier Stunden Schlaf pro Nacht und höchstens drei Feldrationen (Meal, Ready-to-Eat, MRE) zugestanden werden.

## Ausrüstung
Das Marine Corps benutzt größtenteils die gleichen Waffen und Ausrüstungsgegenstände wie das Heer, es verwendet aber im Gegensatz zur Army eine modifizierte Variante des HK416, das M27 Infantry Automatic Rifle des deutschen Waffenherstellers Heckler & Koch, als Standardwaffe. Der Beschluss zur Umrüstung auf das M27 erfolgte im Dezember 2017. Zuvor verwendete das Marine Corps das M16 in den Versionen A2 und A4 und das M4 als Ordonnanzgewehre. Das Marine Corps hat aber auch Eigenentwicklungen wie das USMC Designated Marksman Rifle, ein modifiziertes M14, in seinen Beständen, wobei letzteres inzwischen ausgemustert wurde. Auch das Landungsfahrzeug AAV7A1 ist eine Eigenentwicklung des Marine Corps.

### Fahrzeuge

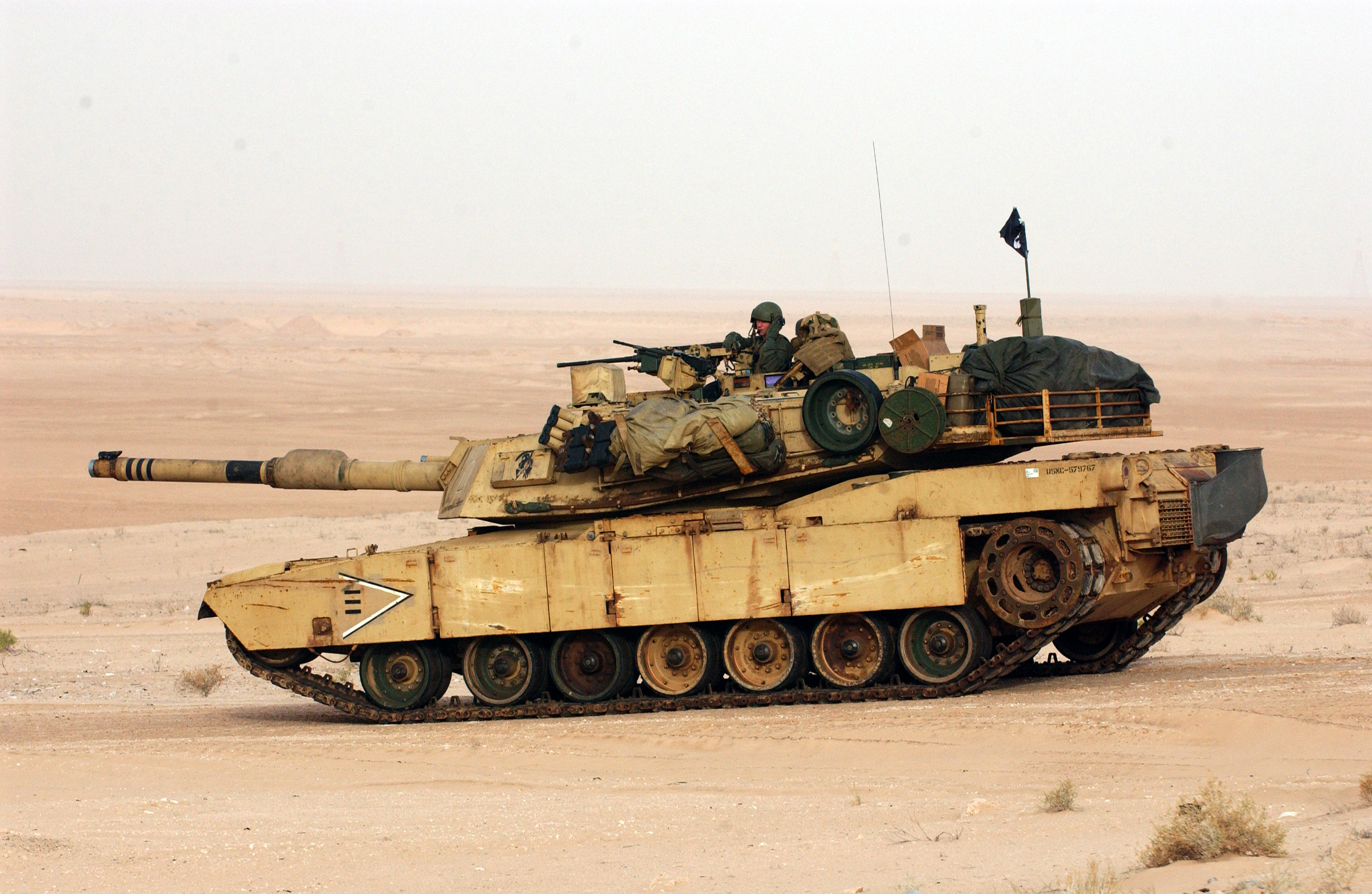
M1A1 des USMC

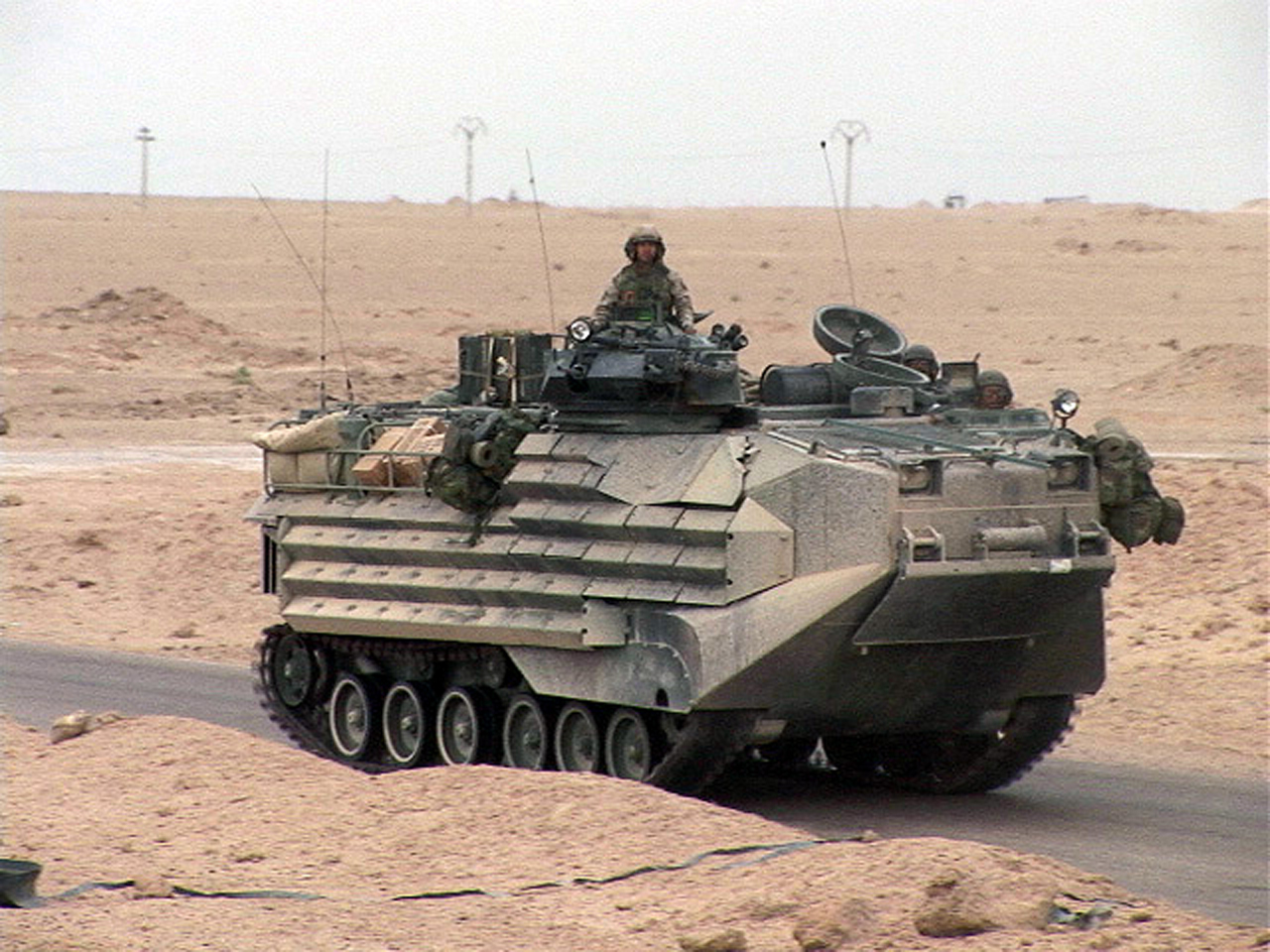
AAV7 AAV7Amtrac des USMC, Irak 2004

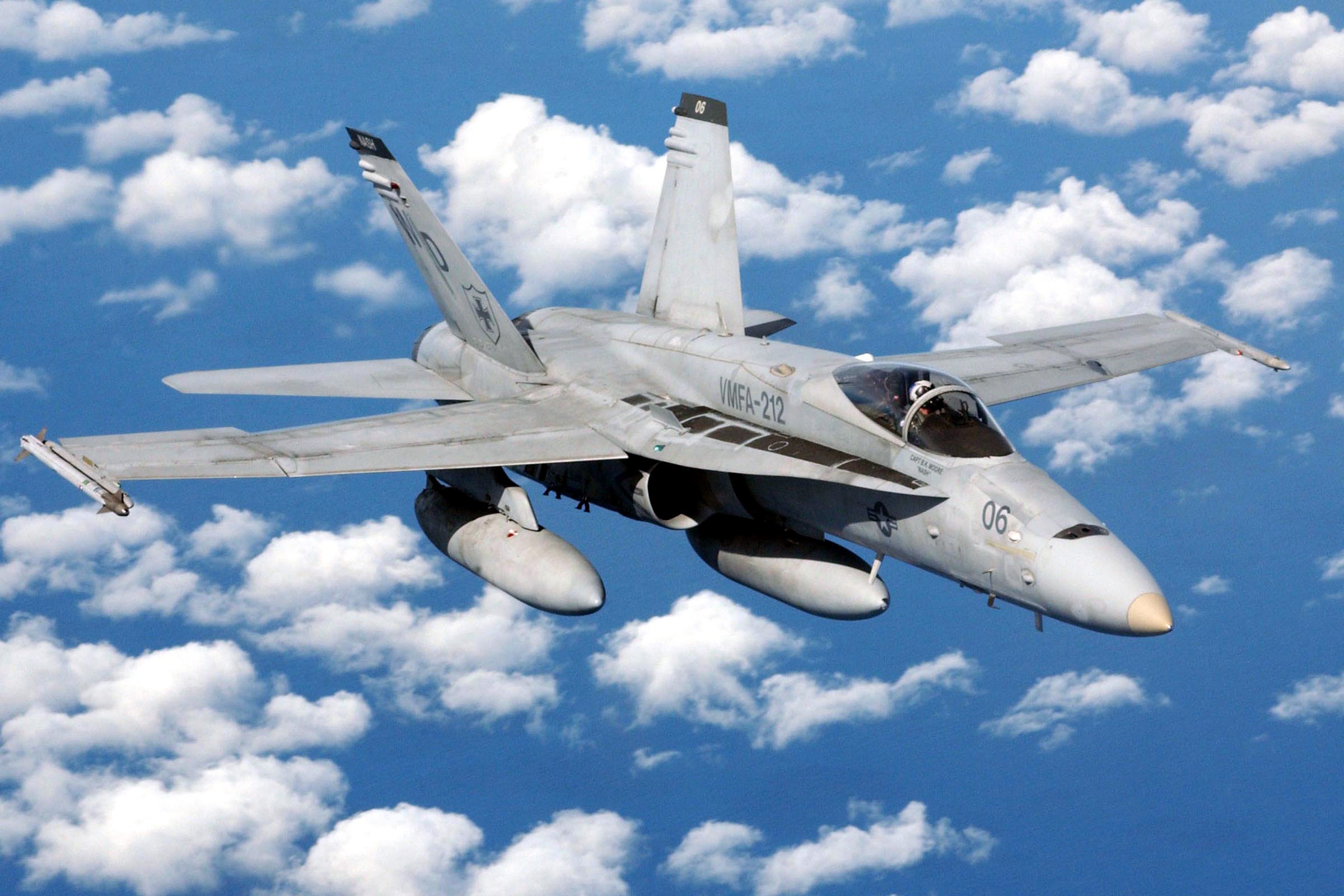
F/A-18 Hornet des USMC

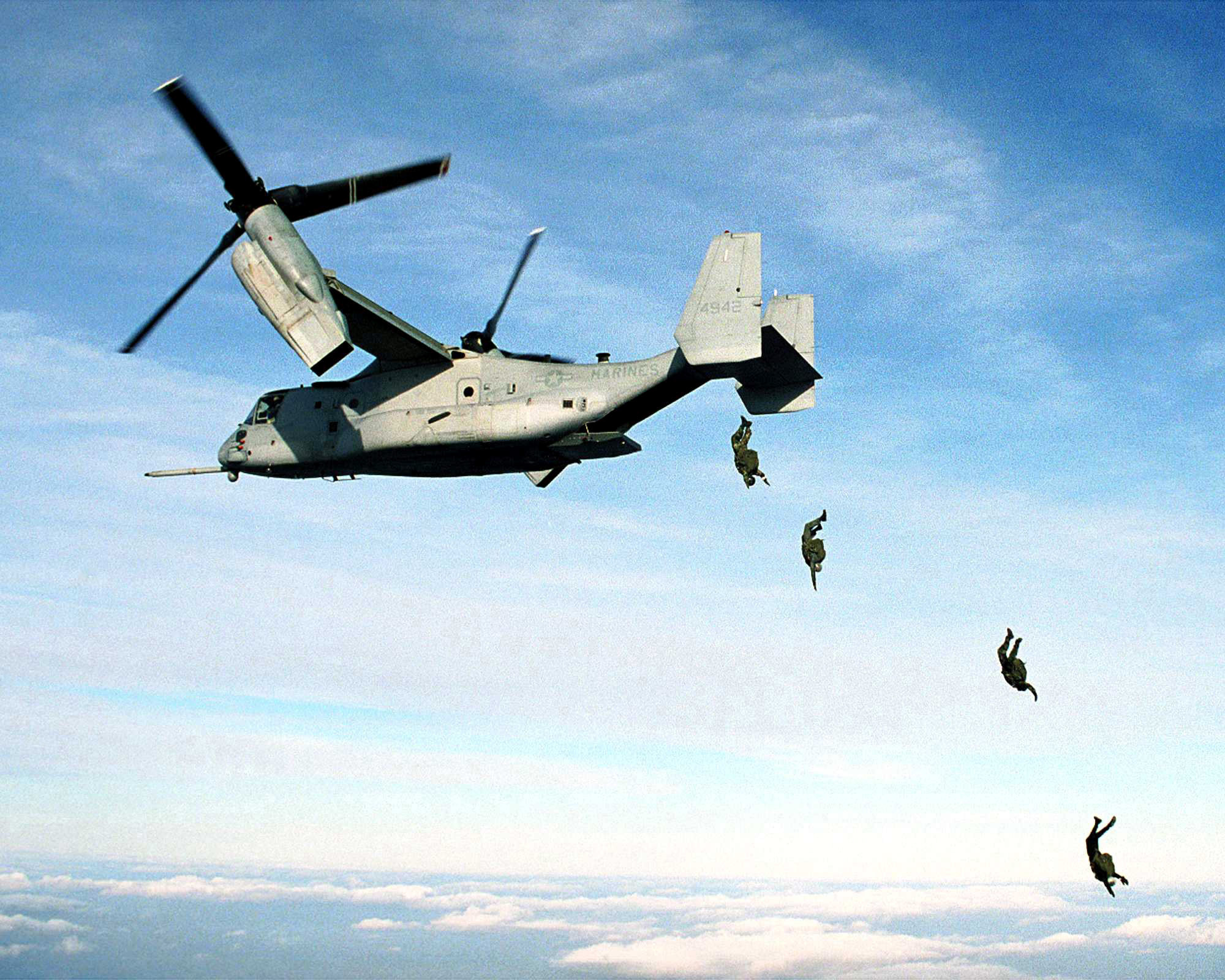
Marines der Force Recon beim Sprung aus einem MV-22 Osprey

- LAV-25, Radpanzer in verschiedenen Versionen (25-mm-MK, AT-TOW, AD-Luftabwehr mit acht FIM-92 Stinger und 25-mm-Kanone, C2-Kommando, Bergefahrzeug)
- AAV7 Amtrac, amphibisches Landungsfahrzeug
- HMMWV (Humvee)
  - MRAP, geschütztes Fahrzeug, Nachfolger des HMMWV
  - ab 2018 wird der Humvee in 5.500 Exemplaren ersetzt durch den Oshkosh JLTV
- IFAV, Mercedes-Benz MB 290 GD, Wolf (IFAV: Interim Fast Attack Vehicles)
  - Internally Transportable Vehicle ITV, lufttransportfähiger Geländewagen, als Ablösung des IFAV
- Logistics Vehicle System, eine ähnliche Version des US-Army Heavy Expanded Mobility Tactical Truck (HEMTT) 10-Tonner-Trucks
- Medium Tactical Vehicle Replacement ein gepanzerter 7-Tonnen-Truck
- Terex Demag MAC 50, 50-Tonnen-Fahrzeugkran
- HIMARS High Mobility Artillery Rocket System, mobile Raketenstarteinheit
- M88 Recovery Vehicle, Bergepanzer
- diverse Unterstützungsfahrzeuge, darunter auch verschiedene Militärplanierraupen der Firma Caterpillar

### Artillerie
- Haubitze M198
- Haubitze M777

### Luftfahrzeuge
- CH-46 Sea Knight
- CH-53 Super Stallion
- AH-1W Super Cobra/AH-1Z Viper
- UH-1N+Y Huey
- VH-60 Black Hawk, unter der Kennung Marine One nur für den Präsidententransport in VIP-Version
- AAI RQ-7, eine Drohne (UAV)
- Boeing ScanEagle, ebenfalls eine Drohne
- EA-6B Prowler
- AV-8B Harrier II
- F/A-18 A-D Hornet
- KC-130 Hercules, zum Truppen- und Materialtransport und zur Luftbetankung
- UC-35C Ultra, UC-35D Encore
- MV-22 Osprey (Kipprotorflugzeug)

### Künftige Waffensysteme
- F-35 Lightning II

Die Marineinfanterie-Version der F-35 stellt für das Marine Corps das Ende einer fast fünfzigjährigen Suche nach einem Allzweck-Senkrechtstarter dar, das in den 1960ern mangels Alternativen Varianten des britischen Typs Hawker Siddeley Harrier beschafft hatte. Die Kostendifferenz gegenüber der Air Force-Variante beträgt ungefähr 20 Millionen US-Dollar pro Stück. Insgesamt hat das Corps knapp 50,5 Milliarden US-Dollar für das gesamte Programm veranschlagt. Aufgrund einer Empfehlung der National Commission on Fiscal Responsibility and Reform vom November 2010 befand sich diese Variante in einer Bewährungsphase, und es drohte zwischenzeitlich die komplette Streichung. Im Januar 2012 verkündete Verteidigungsminister Leon Panetta das Ende der Bewährungsphase durch die erzielten Programmfortschritte.

### Uniformen

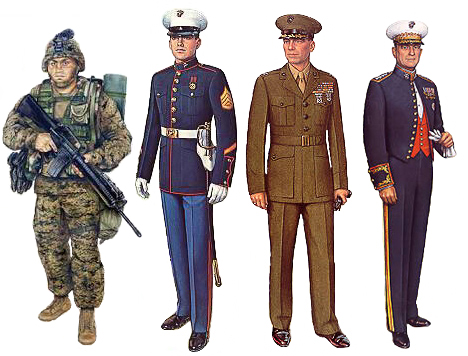
Uniformen

Die Uniformen der Angehörigen des USMC werden oft mit denen der United States Army verwechselt, obwohl folgende Besonderheiten bestehen:
- Marines tragen keine Barette.
- Marines tragen ihre Kampfstiefel nur zusammen mit dem Kampfanzug.
- Wegen ihrer Marinezugehörigkeit salutieren sie nur, wenn sie Kopfbedeckung tragen.

Seit Ende 2002 verwendet das USMC einen neuen Kampfanzug, der schrittweise eingeführt wurde. Dieser hat ein neuartiges Tarnmuster namens MARPAT (Verkürzung von Marine pattern). Dieser digitale Tarndruck soll dazu dienen, die Marines im Feld noch besser zu tarnen, indem der Fokus der Augen abgelenkt wird. Zusammen mit der Uniform wurden auch – exklusiv für die Marines – neue Kampfstiefel an die Truppe ausgeliefert, die neuen Stiefel sind hellbraun und vor allem für die heißen Klimazonen entwickelt worden. Das MARPAT-Tarnmuster der Marines ist erhältlich in zwei Versionen, eine für Einsätze in der Wüste, die andere ist für bewaldete Gebiete konzipiert. Seit 2005 verwendete auch die US Army ein digitales Tarnmuster, das als Universal Camouflage Pattern mit der Army Combat Uniform eingeführt wurde, doch es bestand ein farblicher Unterschied sowie ein veränderter Schnitt. Das digitale Muster wurde jedoch nach kurzer Zeit wieder ausgemustert, da es sich im Einsatz als völlig unzureichend erwiesen hatte. Bereits 2010 kam es auch unter Druck des US-Kongresses zu einer Neuausschreibung des Tarnschemas. Aus diesem Wettbewerb ging das Mitte 2015 eingeführte Operational Camouflage Pattern als Sieger hervor.

## Ethos
Marines nennen sich selbst Jarheads (hiermit wird die Ansicht verdeutlicht, dass der Kopf eines Marines wie ein leeres Marmeladenglas ist, das während der Ausbildung gefüllt und danach verschlossen wird), Leathernecks (Ledernacken) oder Devil Dogs (Teufelshunde). Ihre herausragende Rolle als Expeditions- und Interventionsstreitmacht haben das Bild eines Eliteverbandes entstehen lassen.
Intern wird für aus dem Dienst ausgeschiedene Angehörige des USMC inoffiziell die Bezeichnung Former Marine (offiziell gebräuchlich ist die Bezeichnung „Retired Marine“) verwendet, niemals Ex-Marine. Man bringt damit zum Ausdruck, die Person versehe zwar keinen aktiven Dienst mehr, sei aber immer noch Teil der Gemeinschaft.

### Emblem

Emblem des U.S. Marine Corps

Das Emblem der Marines trägt den feststehenden Namen Eagle, Globe, and Anchor („Adler, Erdball und Anker“) und nahm im Jahre 1868 erstmals Gestalt an. Ein Vorgänger des heutigen Emblems wurde am 13. November 1868 von einer Kommission vorgeschlagen und sechs Tage später vom damaligen Marineminister Adolph E. Borie akzeptiert. Wahrscheinlich hatte sich die Kommission am Emblem der britischen Royal Marines namens Globe and Laurel („Erdball und Lorbeerzweig“) orientiert. Zuvor hatten sich Marineinfanteristen mit wechselnden Bändern, Ornamenten und Schmuck verziert.
Im Eagle,-Globe-&-Anchor-Symbol krallt sich ein Seeadler mit aufgeschlagenen Flügeln an einem Erdball fest, dem Betrachter ist die westliche Hemisphäre zugewandt. Im Schnabel des Adlers festgemacht ist das Motto der Marines, Semper fidelis, häufig abgekürzt Semper fi (dt.: Immer treu). Im Hintergrund neigt sich ein „unklarer Stockanker“ (foul anchor). Als „unklar“ (im Sinne von „nicht einsatzfähig“) gilt er deshalb, weil er zweimal von seinem Tau umwickelt ist.

### Flagge

Die Grand Union oder Continental Flag, die die Marines in den ersten Jahrzehnten des Corps mit sich führten

Über die Flaggen des United States Marine Corps vor den 1830er Jahren ist wenig bekannt. Es ist anzunehmen, dass Marines anfangs überwiegend die Continental Flag mit sich führten.
Bis zum Ende der 1840er Jahre hatte die Flagge des Marine Corps einen weißen Hintergrund und einen Saum aus Gold. Darauf abgebildet waren ein Adler und ein Anker. In Erinnerung an die Barbareskenkriege zierte der Satz To the Shores of Tripoli. Nach dem Sieg über Mexiko wurde dies zur heutigen Einleitung der Hymne vervollständigt (From the Halls of Montezuma to the Shores of Tripoli).
Im Krieg gegen Mexiko und die Südstaaten verwendete die Marineinfanterie dann ein Banner mit weißen und roten Streifen, welche die Kriegsflagge der Union mit einbezog. In der Mitte überragte ein Adler das Siegel der Vereinigten Staaten. Ab 1876 führte das United States Marine Corps ein Sternenbanner mit gelber Eigenbezeichnung im mittleren roten Streifen. Ab 1914 gab sich das Corps eine neue Flagge, die prinzipiell der heutigen entspricht, mit dem Unterschied eines blauen Hintergrunds. Die Produktion des Banners von 1876 wurde 1921 eingestellt, und ab 1940 verbot das Flaggengesetz der Vereinigten Staaten Abweichungen vom offiziellen Aussehen, wie beispielsweise Beschriftungen oder einen Goldsaum.
Das heutige Design der Flagge des Marine Corps wurde ab 1939 ausgegeben. Die Farben der Streitkraft, Gelb und Scharlachrot, waren schon 1935 offiziell übernommen worden.

### „Glaubensbekenntnis“
Nach dem Angriff auf Pearl Harbor dichtete Major General William H. Rupertus im Jahre 1941 folgenden Text, den er schlicht My Rifle – A Warrior’s Creed (dt.: „Mein Gewehr – Glaubensbekenntnis eines Kriegers“) nannte. Er ist auch als The Rifleman’s Creed (Glaubensbekenntnis eines Schützen), als My Rifle und als The Creed of The United States Marine bekannt. Seitdem wird dieser Text jedem angehenden Marine beigebracht.
Im Laufe der Zeit erschienen verschiedene Versionen dieses Gedichtes, in denen oft das aktuelle Geschehen, im Sinne von Kriegsgegnern, verarbeitet wurde.
| This is my rifle. There are many like it, but this one is mine. My rifle is my best friend. It is my life. I must master it as I must master my life. My rifle, without me, is useless. Without my rifle, I am useless. I must fire my rifle true. I must shoot straighter than my enemy who is trying to kill me. I must shoot him before he shoots me. I will… My rifle and myself know that what counts in this war is not the rounds we fire, the noise of our burst, nor the smoke we make. We know that it is the hits that count. We will hit… My rifle is human, even as I, because it is my life. Thus, I will learn it as a brother. I will learn its weaknesses, its strength, its parts, its accessories, its sight and its barrel. I will ever guard it against the ravages of weather and damage. I will keep my rifle clean and ready, even as I am clean and ready. We become part of each other. We will… Before God I swear this creed. My rifle and myself are the defenders of my country. We are the masters of my enemy. We are the saviors of my life. So be it, until there is no enemy, but peace! | Dies ist mein Gewehr. Es gibt viele wie dieses, aber dieses ist meins. Mein Gewehr ist mein bester Freund. Es ist mein Leben. Ich muss es meistern, so wie ich mein Leben meistern muss. Mein Gewehr ist ohne mich nutzlos. Ohne mein Gewehr bin ich nutzlos. Ich muss mein Gewehr richtig abfeuern. Ich muss besser schießen als mein Feind, der versucht, mich zu töten. Ich muss ihn erschießen, bevor er mich erschießt. Das werde ich … Mein Gewehr und ich wissen, was in diesem Krieg zählt. Es sind nicht die Patronen, die wir abschießen, das Geräusch unseres Feuerstoßes, noch der Rauch, den wir machen. Wir wissen, dass es die Treffer sind, die zählen. Wir werden treffen… Mein Gewehr ist menschlich, so wie ich, weil es mein Leben ist. Daher werde ich es kennenlernen wie einen Bruder. Ich werde seine Schwächen, seine Stärken, seine Bauteile, sein Zubehör, sein Visier und seinen Lauf kennenlernen. Ich werde es immer schützen gegen das Wüten des Wetters und Schaden. Ich werde mein Gewehr sauber und bereit halten, so wie auch ich sauber und bereit bin. Wir werden Teile voneinander werden. Das werden wir… Diesen Schwur leiste ich vor Gott. Mein Gewehr und ich sind Verteidiger meines Landes. Wir sind die Meister meines Feindes. Wir sind die Retter meines Lebens. So sei es, bis es keinen Feind mehr gibt, sondern Frieden! |

Dieses Gedicht wurde in den Filmen Full Metal Jacket (Vietnamkrieg) und Jarhead (Zweiter Golfkrieg) verarbeitet. Aus Gründen der Dramaturgie wurde in Stanley Kubricks Full Metal Jacket auf den Mittelteil verzichtet.

### Hymne
| From the Halls of Montezuma To the Shores of Tripoli, We fight our country’s battles In the air, on land, and sea. First to fight for right and freedom, And to keep our honor clean, We are proud to claim the title Of United States Marine. Our flag’s unfurled to every breeze From dawn to setting sun; We have fought in every clime and place Where we could take a gun. In the snow of far-off northern lands And in sunny tropic scenes, You will find us always on the job The United States Marines. Here’s health to you and to our Corps Which we are proud to serve; In many a strife we’ve fought for life And never lost our nerve. If the Army and the Navy Ever look on Heaven’s scenes, They will find the streets are guarded By the United States Marines. | Von den Hallen Montezumas bis zu den Küsten von Tripolis schlagen wir unseres Landes Schlachten in der Luft, zu Land und See. Die Ersten um zu kämpfen für Recht und Freiheit und um unsere Ehre rein zu halten: Wir sind stolz auf den Titel United States Marine. Unsere Flagge weht bei jeder Witterung vom Aufgang der Sonne bis zum Niedergang. Wir haben gekämpft bei jedem Klima und Ort wohin wir eine Waffe tragen konnten; im Schnee des hohen Nordens und in der tropischen Sonne. Ihr werdet uns immer bei der Arbeit finden die United States Marines. Hier ist Wohlergehen für euch und für unser Korps welchem wir stolz sind zu dienen. In manch einem Streit haben wir gekämpft ums Überleben und verloren nie unsere Nerven. Falls das Heer und die Navy überhaupt denn des Himmels Anblick schauen werden sie die Straßen beschützt finden durch United States Marines. |

The Marines’ Hymn ist die offizielle Hymne des USMC. Es ist die älteste offizielle Hymne aller amerikanischen Teilstreitkräfte. Die Melodie stammt aus der Oper Genevieve de Brabant, 2. Akt, 2. Szene, von Jacques Offenbach, die 1859 in Paris uraufgeführt wurde. Der Text stammt aus dem 19. Jahrhundert, der Urheber ist unbekannt. Ironischerweise erzählt das Lied Couplets des deux hommes d'armes von zwei Gendarmen, die ihre leichte, gemütliche Arbeit besingen. Am 19. August 1919 sicherte sich das Marine Corps das Copyright, das aber mittlerweile abgelaufen ist.
Beispielsweise ist bei JAG – Im Auftrag der Ehre in Episode 10 dargestellt, wie die erste und letzte Strophe (Dauer etwa eine Minute) von einem Zug weiblicher Rekruten samt ihren beiden Drill-Instruktorinnen im Rahmen der dreimonatigen Grundausbildung anlässlich des Trainings in der „Gaskammer“ unter Tränen gesungen wird, bevor danach endlich die Gasmasken gegen das verströmte CS-Gas aufgesetzt werden dürfen …

### Motto
Seit seiner Gründung lautete der Wahlspruch der Marines Fortitudine (deutsch: „Mit Tapferkeit“), bis er im Britisch-Amerikanischen Krieg von 1812 durch By sea, by land ersetzt wurde, eine Übersetzung des Wahlspruchs der Royal Marines, Per mare, per terram (deutsch etwa: „Über Meer und Land“). Dies wechselte im Jahre 1848 zum Ausspruch From the Halls of Montezuma to the Shores of Tripoli, der später zum Anfang der USMC-Hymne wurde.
Seit ungefähr 1883 lautet das Motto des United States Marine Corps Semper fidelis (deutsch: „Immer treu“), was in der umgangssprachlichen Verwendung meistens zu Semper fi! verkürzt wird. Diesen Wahlspruch teilt sich das Marine Corps mit dem Devonshire Regiment der British Army und den Grenadieren der Schweizer Armee.
Ein Militärmarsch des USMC, der ebenfalls den Titel Semper Fidelis trägt, wird oft mit der USMC Hymn verwechselt. Ebenfalls nicht mit dem Wahlspruch des Corps zu verwechseln ist sein langjähriger Werbeslogan Marines – The Few. The Proud. („Marines – Die Wenigen. Die Stolzen.“)

### Bekannte Marines

#### Militärs
- Major General Smedley D. Butler, der in zahlreichen „Bananenkriegen“ gedient hatte und sich in seinem Werk War Is a Racket strikt gegen eine interventionistische US-Politik wandte.
- Lieutenant General Lewis Burwell „Chesty“ Puller, der von der Unteroffizierslaufbahn aufgestiegene und am häufigsten dekorierte Offizier in der Geschichte des U.S. Marine Corps.
- General Peter Pace war von 2005 bis 2007 der erste Vorsitzende des Vereinigten Generalstabs aus den Reihen der Marines.
- General James L. Jones war Kommandeur des US European Command und Supreme Allied Commander Europe (von Januar 2003 bis Dezember 2006).
- General James T. Conway war der 34. Commandant der Marines (13. November 2006 bis 22. Oktober 2010).
- Corporal Ira Hayes kämpfte im Zweiten Weltkrieg unter anderem in der Schlacht um Iwojima. Aufgrund seiner dortigen Mitwirkung auf dem Foto von der Hissung der US-Flagge wurde er als Vorzeigeindianer in den Medien bekannt.
- Gunnery Sergeant Carlos Hathcock hatte als Scharfschütze 93 bestätigte sowie laut eigener Aussage über 200 unbestätigte Abschüsse. Er gilt bis heute als eines der Vorbilder der US-Scharfschützen.
- Lieutenant Colonel Oliver North, der in die Iran-Contra-Affäre der Reagan-Regierung verwickelt war.
- Sergeant Nicole Gee,[28] die bei einem Selbstmordattentat des IS-K am 26. August 2021 am Flughafen von Kabul getötet wurde.

#### Künstler
- Private First Class Lee Marvin diente während des Zweiten Weltkriegs bei den Marines und wurde im Pazifikkrieg schwer verwundet; in mehreren Kriegsfilmen konnte er als Schauspieler auf seine militärische Erfahrung zurückgreifen. 1985 wirkte er in einem Dokumentarfilm über die Marines als Präsentator mit.
- Der Schriftsteller Leon Uris verarbeitete seine Erlebnisse im Pazifikkrieg in seinem ersten Roman Battle Cry (dt. Schlachtruf).
- Weitere bekannte Schauspieler, die im United States Marine Corps gedient haben, sind George Peppard, Gene Hackman, Steve McQueen und Harvey Keitel.
- Eines der berühmtesten Geschwisterpaare der Popgeschichte, die Everly Brothers, gingen nach ihrer musikalischen Karriere zu den Marines.
- Ein weiterer singender Marine im Rang eines Lance Corporal ist Shaggy (Boombastic).
- R. Lee Ermey diente zuletzt im Vietnamkrieg als Staff Sergeant und wurde nach dem Ausscheiden aus dem Dienst durch den Film Full Metal Jacket bekannt, in dem er den Gunnery Sergeant Hartman spielte. Er war der erste Marine, der im Ruhestand befördert wurde, und zwar zum Gunnery Sergeant.
- Der Sänger Al Martino
- Der Schauspieler Dale Dye
- Gustav Hasford, Autor der Romanvorlage zum Film Full Metal Jacket

#### Straftäter
- Charles Joseph Whitman, der 1966 bei einem Amoklauf an der Universität Austin zahlreiche Menschen erschoss und verletzte
- Lee Harvey Oswald, der mutmaßliche Mörder des amerikanischen Präsidenten John F. Kennedy

#### Ingenieure
- Eugene Stoner war ein Waffenkonstrukteur, der maßgeblich an der Entwicklung des Sturmgewehrs M16 beteiligt war.

Wissenschaftler
- Der Ökonom Thomas Sowell
- Der Paläontologe Jack Horner

### Zitate
Auftrag und Geschichte des Marine Corps haben in der Kultur der Vereinigten Staaten zwei geflügelte Worte popularisiert. In First to fight!/First in the fight! spiegelt sich der vorwiegend amphibische Auftrag des U.S. Marine Corps. Dieser Spruch ist auf Rekrutierungsplakaten aus dem frühen 20. Jahrhundert belegt und diente zwei Filmen aus den Jahren 1931 und 1967 (mit Gene Hackman), einem Buch und dem Computerspiel Close Combat: First to Fight als Titel.
Ferner wird jedem Präsidenten der Vereinigten Staaten nachgesagt, mindestens einmal den Satz Send in the Marines! („Schickt die Marines!“) verwendet zu haben. Es ist „jedem Schuljungen“ bekannt und in der wissenschaftlichen Publizistik und als mediale Schlagzeile, auch in abgewandelter Form, beliebt. Arthur Herman forderte mit Send the Marines! Ende November 2008 in der New York Sun die amerikanische Politik dazu auf, die damalige Piraterie im Golf von Aden mit einer Invasion in Somalia zu unterbinden. Im August 2003 hatte Kenneth Cain die USA in der New York Times aufgefordert, eine vor Liberia liegende MAGTF im dortigen Bürgerkrieg einzusetzen. Harold Pinter veranschaulichte im September 2001 mit dem Satz die Drohung der Vereinigten Staaten, jeden vor dem Internationalen Strafgerichtshof angeklagten amerikanischen Soldaten gewaltsam aus Den Haag zu befreien. Das Marine Corps gab im Jahr 2007 ein Strategiedokument mit dem Namen The Long War – Send the Marines heraus.

## Details und Besonderheiten
- Das HMX-1 in Quantico, Virginia ist üblicherweise zuständig für den Transport des Präsidenten der Vereinigten Staaten von Amerika per Hubschrauber. Sobald der Präsident an Bord eines Hubschraubers des United States Marine Corps ist, erhält dieses Luftfahrzeug den Funkrufnamen Marine One.
- Die Strafverfolgung übernimmt für das Marine Corps neben der Standortmilitärpolizei der Naval Criminal Investigative Service (NCIS) der U.S. Navy. Für gerichtliche Angelegenheiten der Marines ist das Judge Advocate General’s Corps (JAG) der U.S. Navy zuständig, in dem auch Soldaten der Marines dienen.
- Von den Marines ins Leben gerufen, gibt es die Initiative „Toys for Tots“, die Kindern gefallener Soldaten zu Weihnachten Geschenke übergibt.
- Unter den Teilstreitkräften der USA genießt das Marine Corps laut Umfragen seit Jahren das höchste Prestige.[36]

## Film und Fernsehen
- Tell it to the Marines, USA 1926, Regie: George W. Hill, mit Lon Chaney als Sergeant O’Hara und William Haines als Marinesoldat George Robert “Skeet” Burns.
- Flieger (Flight, USA 1929, Regie: Frank Capra, mit Jack Holt als Sergeant „Panama“ Williams).
- The Marines Are Coming, USA 1934, Regie: David Howard, mit William Haines als Lieutenant William “Wild Bill” Traylor.
- Come on Marines! USA 1935, Regie: Henry Hathaway, mit Richard Arden als Sergeant „Lucky“ Davis und Ida Lupino als Schiffbrüchige auf den Philippinen.
- The Fighting Marines (12-teiliges Film-Serial, USA 1935, Regie: B. Reeves Eason/Joseph Kane), mit Grant Withers als Corporal Larry Lawrence, Robert Warwick als Colonel W. R. Bennett und Ann Rutherford als Frances Schiller.
- The Fighting Devil Dogs (12-teiliges Film-Serial, USA 1938, Regie: William Witney / John English), mit Bruce Bennett als Lieutenant Frank Corby und Montagu Love als General White.
- Isle of Destiny, USA 1940, Regie: Elmer Clifton, mit William Gargan als Soldat „Stripes“ Thornton und Wallace Ford als Soldat „Milly“ Barnes.
- Du warst unser Kamerad, Alternativtitel Todeskommando bzw. Iwo Jima, die große Schlacht (Sands of Iwo Jima, USA 1949, Regie: Allan Dwan, mit John Wayne in der Rolle des Sergeant John Stryker).
- The Lieutenant, USA 1963/64, 29-teilige Fernsehserie nach einer Idee von Gene Roddenberry, mit Gary Lockwood als USMC-Leutnant William Tiberius Rice.
- Full Metal Jacket, USA 1987, Regie: Stanley Kubrick, mit Matthew Modine als Soldat Private James T. Davis, genannt Joker.
- Jarhead – Willkommen im Dreck
- Generation Kill, Miniserie, USA 2008, Regie: Susanna White und Simon Cellan Jones.
- The Pacific, Miniserie, USA 2010.

### Offizielles
- Website des US Marine Corps (englisch)
- Doktrinen des Marine Corps (englisch)
- Detaillierte Beschreibung des Verlaufs (englisch)
- Trainingsmatrix (Memento vom 23. Oktober 2007 im Internet Archive) (PDF-Version – 307 kB [Memento vom 1. August 2010 im Internet Archive]) (englisch)

### Weiterführende Seiten
- Geschichte des United States Marine Corps bei GlobalSecurity.org (englisch)
- Erbe und Traditionen der Marines (englisch)
- Ausführliche, inoffizielle Informationsseite zum US Marine Corps (englisch)
- Ausführliche Beschreibung des Ausbildungsgangs bei usmilitary.about.com: Teil I – Surviving Marine Corps Basic Training [Memento vom 5. März 2016 im Internet Archive],  Teil II – Surviving Marine Corps Basic Training [Memento vom 2. Januar 2016 im Internet Archive] (englisch)

### Regelmäßige Veröffentlichungen
- Marine Corps Times (englisch)
- Marine Corps Gazette. (Memento vom 11. Oktober 2007 im Internet Archive) (englisch)